# National Mall
Le National Mall (en français : « Esplanade nationale ») est un parc paysager ouvert au public situé près du centre-ville de Washington, DC, la capitale des États-Unis. Il est bordé par un certain nombre de musées de la Smithsonian Institution, de galeries d'art, d'institutions culturelles et de divers mémoriaux, sculptures et statues. Il est administré par le National Park Service (NPS) du département de l'Intérieur des États-Unis dans le cadre de l'unité National Mall and Memorial Parks du National Park System. Conçu historiquement par Pierre Charles L'Enfant, la « Grande Avenue » ou Mall devait être un espace démocratique et égalitaire, contrairement aux jardins des palais, comme ceux du château de Versailles en France, qui étaient payés par le peuple mais réservés à l'usage de quelques privilégiés.
La zone centrale du National Mall s'étend entre le Capitole des États-Unis à l'est et Washington Monument à l'ouest, marquant la limite entre deux des quatre quadrants partageant la ville : Northwest (NW) et Southwest (SW), et est bordée au nord et au sud par plusieurs musées et immeubles de bureaux fédéraux.
Le terme National Mall inclut également des zones qui font officiellement partie du West Potomac Park voisin, au sud et à l'ouest, et des Constitution Gardens au nord, s'étendant jusqu'au Lincoln Memorial à l'ouest et au Jefferson Memorial au sud.
Le Mall est l'un des lieux touristiques les plus connus de la ville et est souvent utilisé pour les manifestations en raison de sa signification civique et historique.

## Monuments, musées et autres caractéristiques

### Dans le National Mall proprement dit
Le National Mall proprement dit contient les monuments, musées et autres éléments suivants (avec l'année d'ouverture), :
2. National Museum of American History (1964)
3. National Museum of Natural History (1910)
4. National Gallery of Art Sculpture Garden (1999)
5. West Building of the National Gallery of Art (1941)
6. East Building of the National Gallery of Art (1978)
10. National Museum of the American Indian (2004) (en construction sur la photo)
11. National Air and Space Museum (1976)
12. Hirshhorn Museum and Sculpture Garden (1974)
13. Arts and Industries Building (1881)
14. Smithsonian Institution Building (« The Castle ») (1849)
15. Freer Gallery of Art (1923)
16. Arthur M. Sackler Gallery (1987)
17. National Museum of African Art (1987)

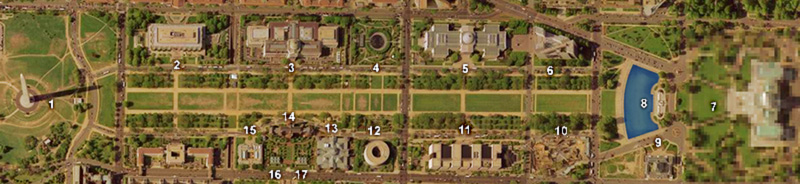
Vue satellite du National Mall proprement dit et des zones adjacentes (avril 2002). Les numéros correspondent aux numéros dans la liste des monuments, musées et autres mentionnés dans la section.

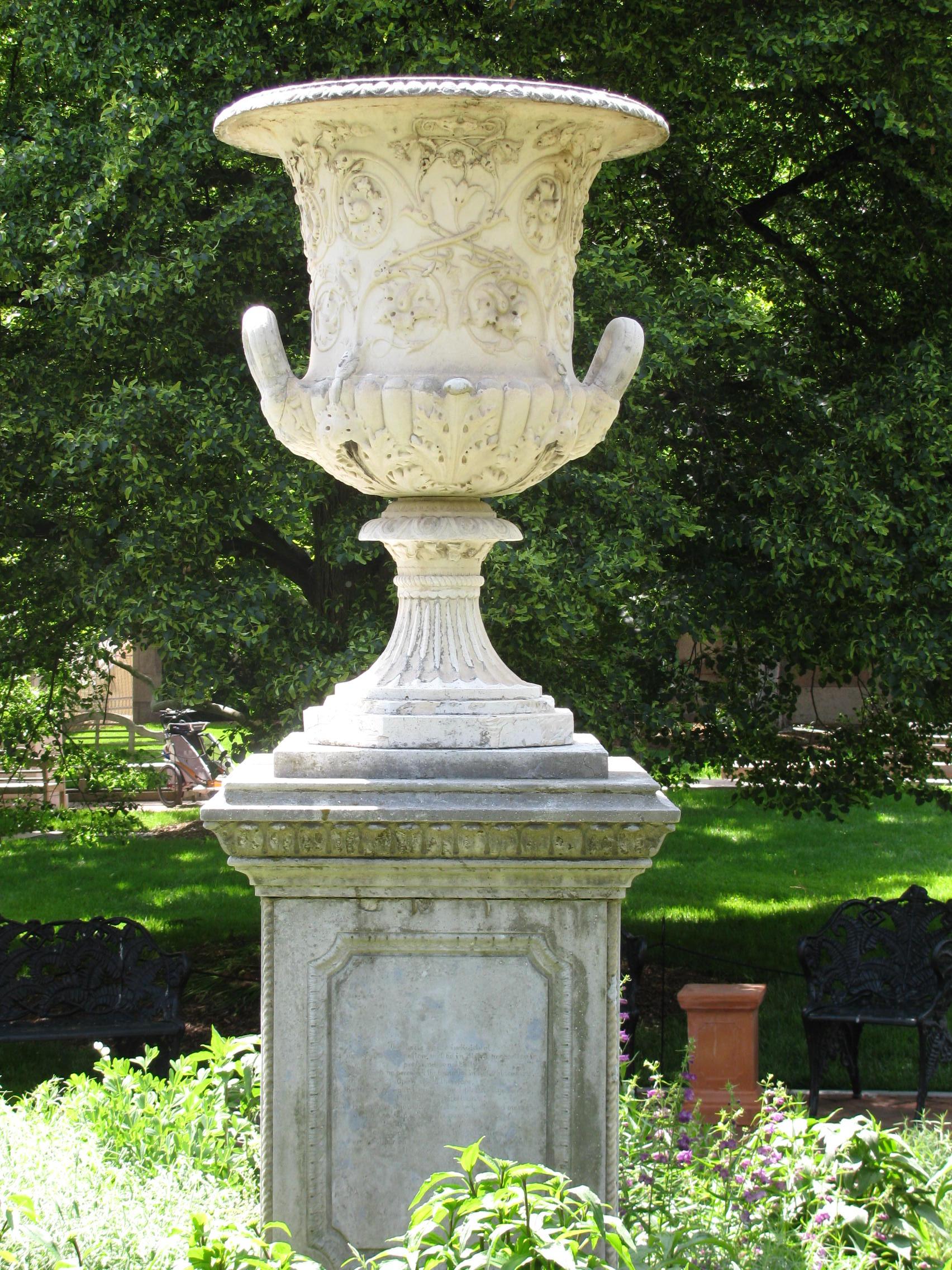
Urne funéraire d'Andrew Jackson Downing en mai 2012.

Ne sont pas signalés sur la photo ci-dessus :
- Au-dessus du bâtiment de la Smithsonian Institution : statue de Joseph Henry (1883)
- Sous le bâtiment de la Smithsonian Institution : urne funéraire d'Andrew Jackson Downing (1856)
- Au-dessus du bâtiment Arts and Industries : Smithsonian Carousel (1967)
- À gauche du National Museum of American History : Musée national d'histoire et de culture afro-américaines (2016)[4]
- À gauche de la Freer Gallery of Art : Jamie L. Whitten Building, bâtiment administratif du ministère de l'Agriculture des États-Unis (1930)

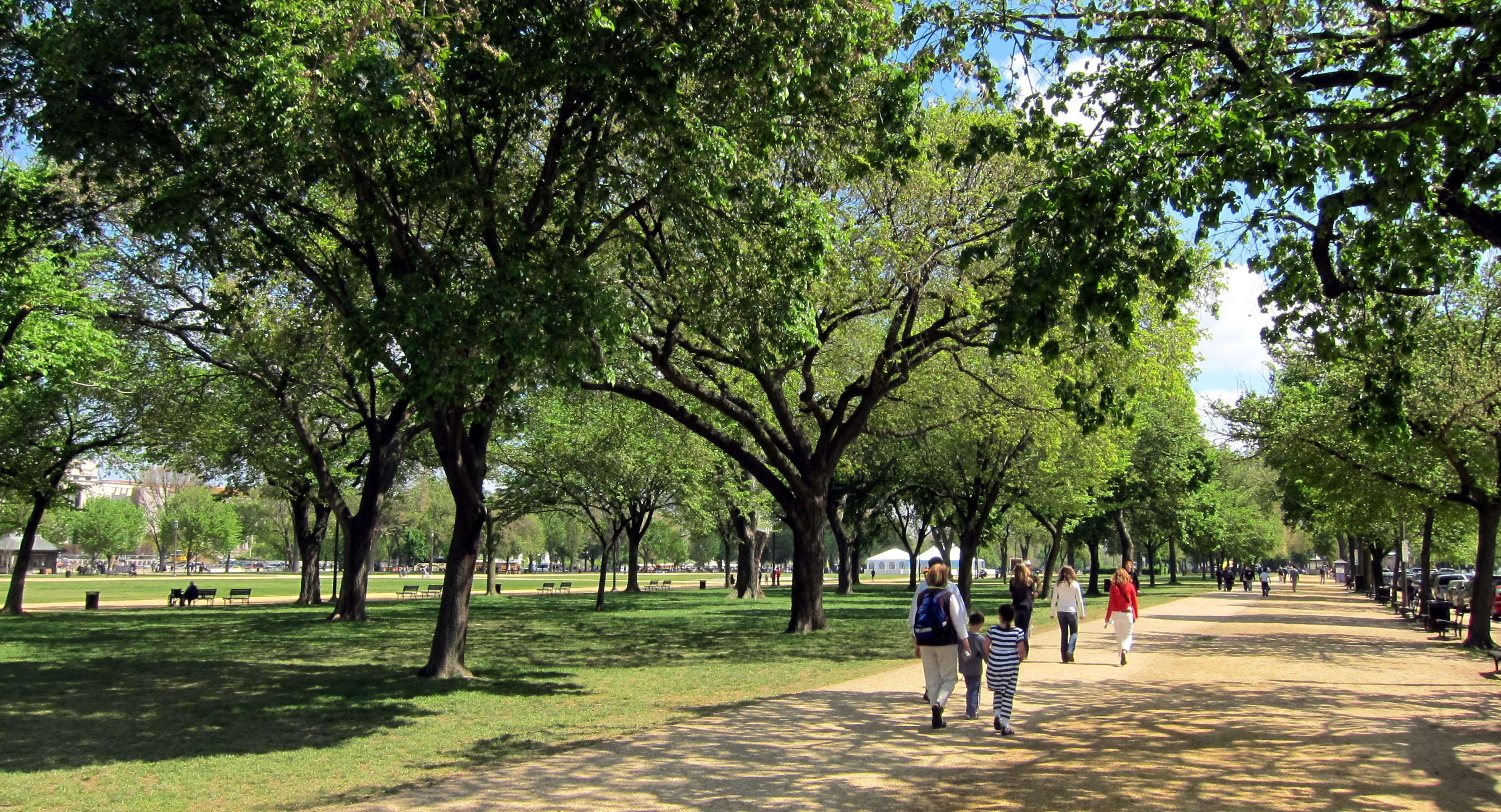
Vue près du bloc 1300 de Jefferson Drive, SW, face à l'est sur le National Mall, en avril 2010. Des rangées d'ormes d'Amérique bordent les côtés d'un chemin traversant le National Mall sur toute sa longueur.

À l'exception de la National Gallery of Art, tous les musées du National Mall font partie de la Smithsonian Institution. Les Smithsonian Gardens entretiennent un certain nombre de jardins et de paysages à proximité de ses musées, dont notamment :
- Common Ground: Our American Garden (2017)[6]
- Enid A. Haupt Garden (1987)[7]
- Freer Gallery of Art Courtyard Garden (1923)[8]
- Hirshhorn Museum and Sculpture Garden (1974)[9]
- Kathrine Dulin Folger Rose Garden (1998)[10]
- Mary Livingston Ripley Garden (1978)
- National Air and Space Museum landscape (1976)[11]
- Paysage indigène du National Museum of the American Indian (2004)[12]
- Pollinator Garden (1995)[13]
- Urban Bird Habitat (2020)[14]
- Victory Garden (2020)[15]

### À l'est du National Mall
Sont situés à l'est du National Mall :

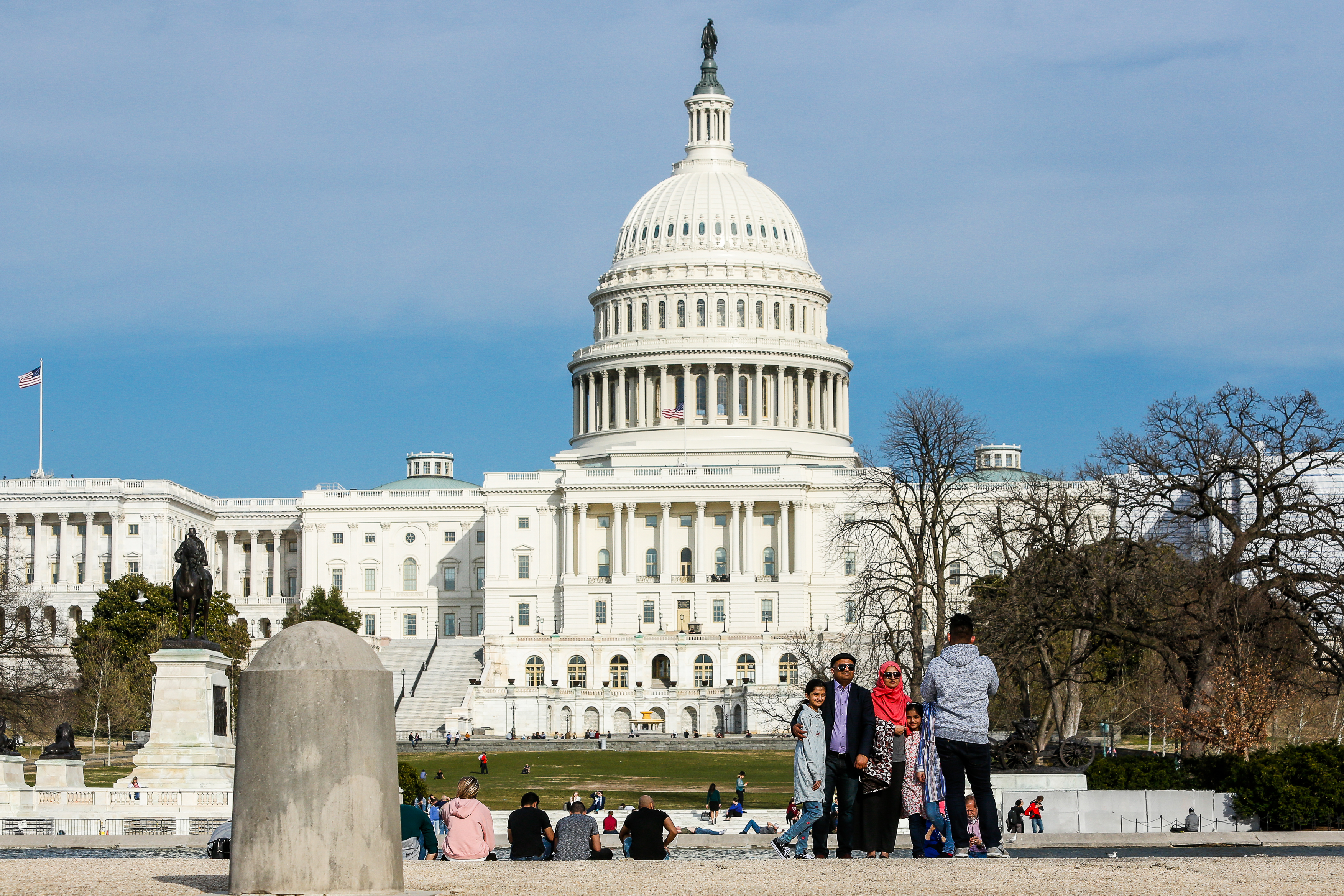
Côté ouest du Capitole des États-Unis.

- 7. Capitole des États-Unis et son parc
- Union Square, avec :
  - 8. Capitol Reflecting Pool (1971) (no. 8 on image)
  - Ulysses S. Grant Memorial (1922) (à l'est de 8.))
- Peace Monument (1878) (au carrefour routier au nord-est de 8.)
- 9. United States Botanic Garden (1933)
- James A. Garfield Monument (1887) (au carrefour routier au nord-est de 9.)

### À l'ouest du National Mall et dans West Potomac Park
Y sont situés :
- Lincoln Memorial
- Vietnam Veterans Memorial
- Lincoln Memorial Reflecting Pool
- National World War II Memorial
- Washington Monument
- Korean War Veterans Memorial

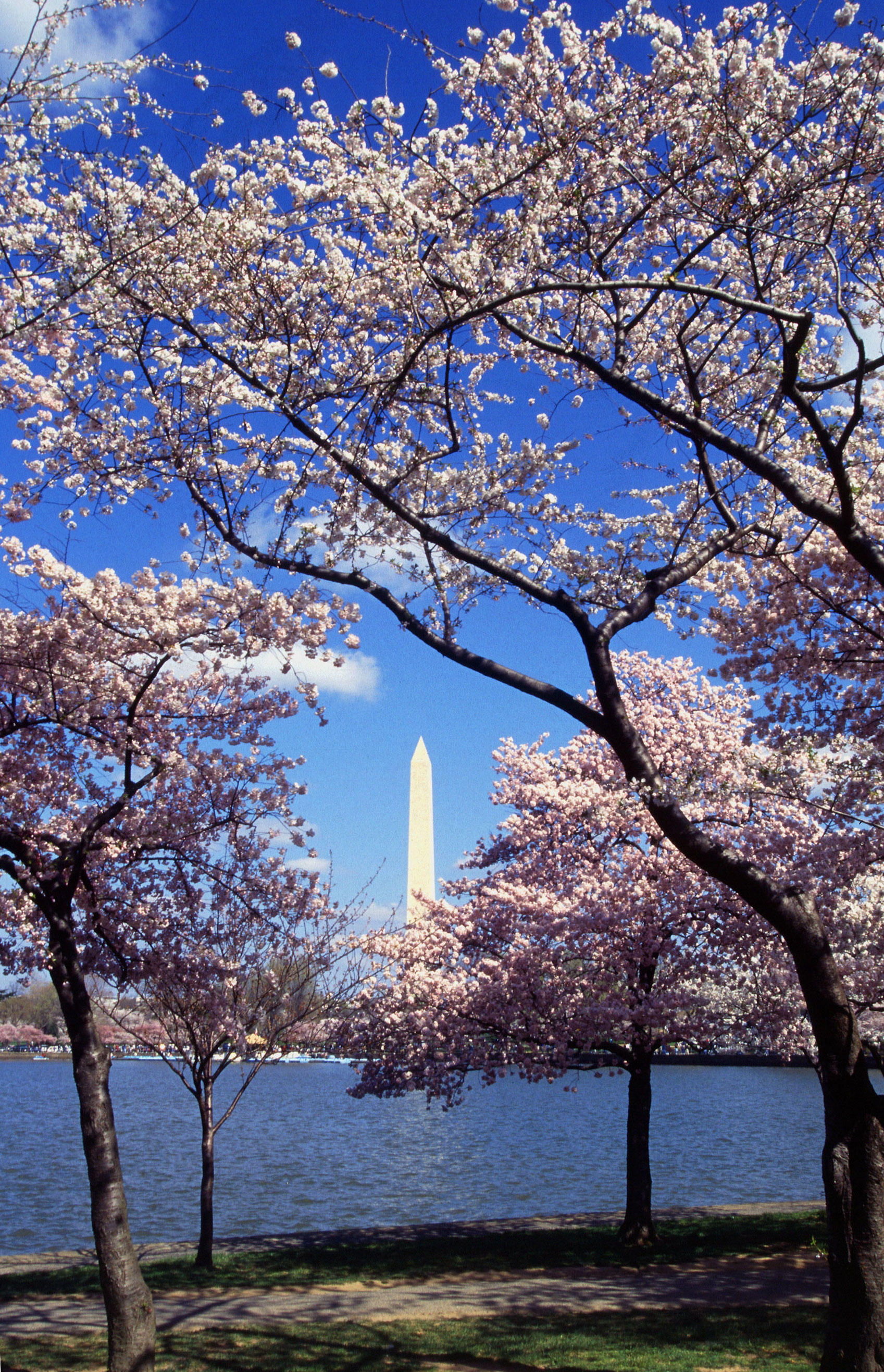
Cerisiers en fleurs le long de Tidal Basin avec Washington Monument visible en arrière-plan.

- Martin Luther King, Jr. National Memorial
- Franklin Delano Roosevelt Memorial
- Jefferson MemorialLockkeeper's House, C & O Canal Extension (1837)
- Constitution Gardens (1976)
- Memorial to the 56 Signers of the Declaration of Independence (1984)
- District of Columbia War Memorial
- Sylvan Theater
- George Mason Memorial
- John Paul Jones Memorial
- John Ericsson National Memorial
- The Arts of War et The Arts of Peace sculptures
- Jefferson Pier
- Tidal Basin

## Limites et dimensions

### Dimensions
- Entre les marches du Capitole et Lincoln Memorial, le Mall s'étend sur 1,9 miles (3,0 km).
- Entre les marches du Capitole et Washington Monument, le Mall s'étend sur 1,2 miles (1,8 km).
- Entre Ulysses S. Grant Memorial et Lincoln Memorial, le Mall s'étend sur 309,2 acres (125,13 ha).
- Entre Constitution Avenue NW et Independence Avenue SW à la 7th Street, la largeur du Mall est 1 586 pieds (483,4128 m).
- Entre Madison Drive NW et Jefferson Drive SW à la 7th Street, la largeur de l'espace ouvert du Mall est 656 pieds (199,9488 m).
- Entre les rangées d'arbres les plus intérieures près de la 7th Street, la largeur de la vue sur le Mall est 300 pieds (91,44 m).

### Limites
Dans son formulaire de nomination au Registre national des lieux historiques de 1981, le NPS définit les limites du National Mall (proprement dit) comme étant Constitution Avenue et Pennsylvania Avenue au nord, 1st Street NW à l'est, Independence Avenue et Maryland Avenue au sud et la14th Street NW à l'ouest, à l'exception de la section de terrain bordée par Jefferson Drive au nord, Independence Avenue au sud et par les 12th et 14th Streets respectivement à l'est et à l'ouest, que le Département de l'Agriculture des États-Unis administre et qui contient le bâtiment Jamie L. Whitten (bâtiment administratif du département de l'Agriculture),.
L'indice 2012-2016 du National Park Service décrit le National Mall comme étant un parc paysager qui s'étend du Capitole au Washington Monument, défini comme un axe principal de L'Enfant Plan pour la ville de Washington.
Cependant, un plan NPS de 2010 pour le Mall contient des cartes qui montrent que la zone générale de celui-ci est plus grande,. Un document du plan décrit cette zone comme « les terrains du Capitole des États-Unis à l'ouest du fleuve Potomac, et du mémorial Thomas Jefferson au nord de Constitution Avenue ». Une carte dans le plan intitulé « National Mall Areas » illustre « The Mall » comme étant l'espace vert délimité à l'est par la 3rd Street, à l'ouest par la 14th Street, au nord par Jefferson Drive, NW, et au sud par Madison Drive, SW. Une carte de la Central Intelligence Agency montre que le Mall occupe l'espace entre le Lincoln Memorial et le Capitole des États-Unis.
En 2011, le 112e congrès des États-Unis promulgue la loi de 2012 sur les crédits législatifs, qui transfère à l'Architecte du Capitole la « propriété NPS qui est délimitée au nord par Pennsylvania Avenue Northwest, à l'est par First Street Northwest et First Street Southwest, au sud par Maryland Avenue Southwest et à l'ouest par Third Street Southwest et Third Street Northwest ». Cette loi retire Union Square (la zone contenant le mémorial Ulysses S. Grant et le Capitol Reflecting Pool) de la juridiction du NPS.

## Missions du NPS
Le National Park Service déclare que les missions du National Mall sont les suivants :
- Offrir un cadre monumental, digne et symbolique aux structures gouvernementales, aux musées et aux mémoriaux nationaux tels que délimités pour la première fois par L'Enfant Plan et décrits plus en détail dans le plan McMillan.
- Entretenir et assurer l’utilisation du National Mall avec ses promenades publiques comme une œuvre d’art civique achevée, un paysage historique conçu pour offrir des vues extraordinaires sur les symboles de la nation.
- Entretenir les œuvres commémoratives du National Mall (mémoriaux, monuments, statues, sites, jardins) qui honorent les héritages présidentiels, les personnalités publiques éminentes, les idées, les événements et les sacrifices et contributions militaires et civils.
- Conserver à jamais la section West Potomac Park du National Mall comme parc public pour les loisirs et le plaisir des citoyens.
- Maintenir le National Mall au cœur de la capitale nationale comme scène pour les événements nationaux et comme espace civique national prééminent pour les rassemblements publics, car c'est ici que les droits constitutionnels de parole et de réunion pacifique trouvent leur plus pleine expression.
- Maintenir le National Mall comme une zone exempte de publicité commerciale tout en conservant la capacité de reconnaître les sponsors[3].

## Histoire

### L'Enfant Plan

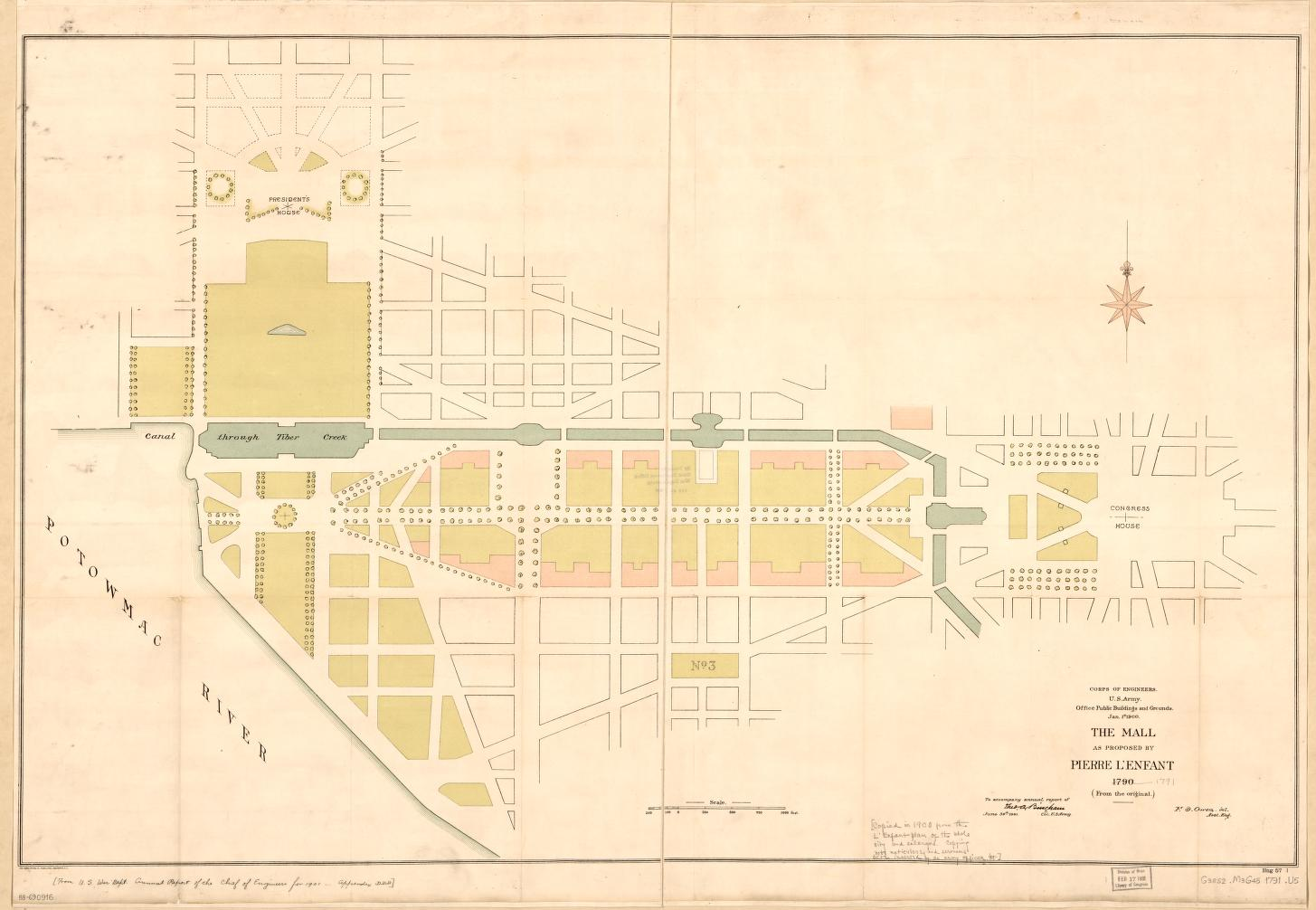
La « Grande Avenue » ou Mall proposee par Pierre (Peter) Charles L'Enfant, 1791.

Dans son plan de 1791 pour la future ville de Washington, DC, Pierre (Peter) Charles L'Enfant envisage une « grande avenue » bordée de jardins d'environ 1 mile (1,6 km) de longueur et 400 pieds (121,92 m) de large, dans une zone qui se situerait entre Congress House (aujourd'hui le Capitole des États-Unis) et une statue équestre de George Washington. La statue serait placée directement au sud de Président House (aujourd'hui la Maison-Blanche) et à l'ouest de Congress House sur le site du Washington Monument. La grande avenue devait être flanquée de jardins et de logements spacieux pour les ministres des Affaires étrangères,.
La carte de Mathew Carey de 1802 serait la première à nommer la zone à l'ouest du Capitole des États-Unis le « Mall ». Le nom est dérivé de The Mall à Londres, qui, au cours des années 1700, était une promenade à la mode près du palais de Buckingham sur laquelle se promenait l'élite de la ville.
Le Washington City Canal, achevé en 1815 conformément à L'Enfant Plan, longeait l'ancien cours de Tiber Creek jusqu'au fleuve Potomac le long de B Street Northwest (NW) (aujourd'hui Constitution Avenue NW) et au sud le long de la base d'une colline comprenant Congress House, définissant ainsi les limites nord et est du Mall,,. Étant peu profond et souvent obstrué par du limon, le canal n'a joué qu'un rôle limité et est devenu un égout à ciel ouvert qui a déversé des sédiments et des déchets dans les plaines et le chenal de navigation du fleuve Potomac,. La partie du canal qui passait près du Mall fut recouverte en 1871 pour des raisons sanitaires.

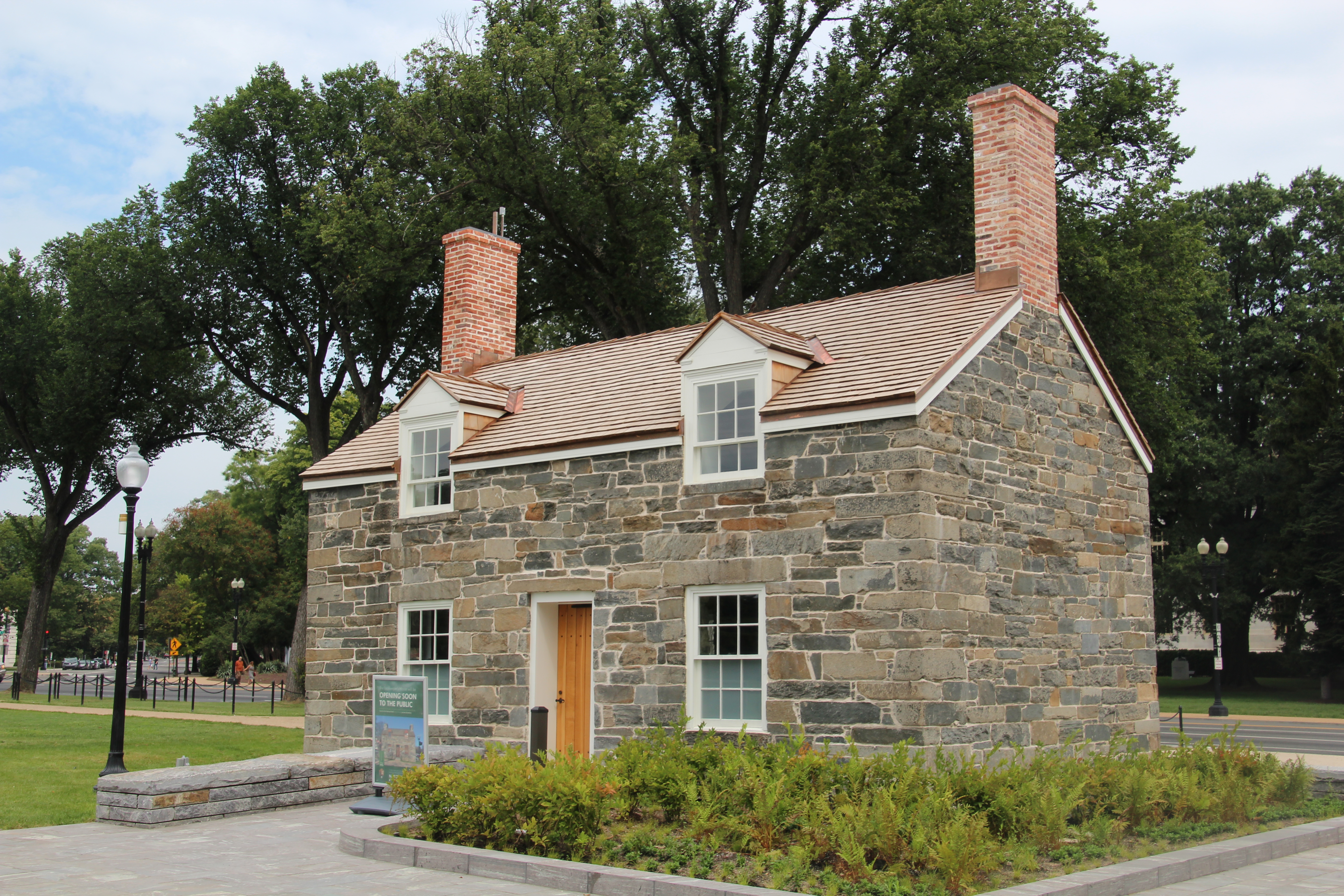
Lockkeeper's House.

Certains considèrent la Lockkeeper's House, une maison d'éclusier construite en 1837 près de l'extrémité ouest du Washington City Canal pour une extension vers l'est du Chesapeake and Ohio Canal, comme le plus ancien bâtiment encore debout sur le National Mall. La structure, qui est située près du coin sud-ouest de la 17th Street NW et de Constitution Avenue NW, se trouve à l'ouest du National Mall proprement dit,.
Le Smithsonian Institution Building (« The Castle »), construit de 1847 à 1855, est le plus ancien bâtiment actuellement présent sur le National Mall proprement dit. Le Washington Monument, dont la construction a commencé en 1848 et s'est achevée en 1888, se dresse près du site prévu pour la statue équestre de son homonyme. La Jefferson Pier marque l'emplacement prévu de la statue elle-même.

### Downing Plan, milieu duXIXesiècle

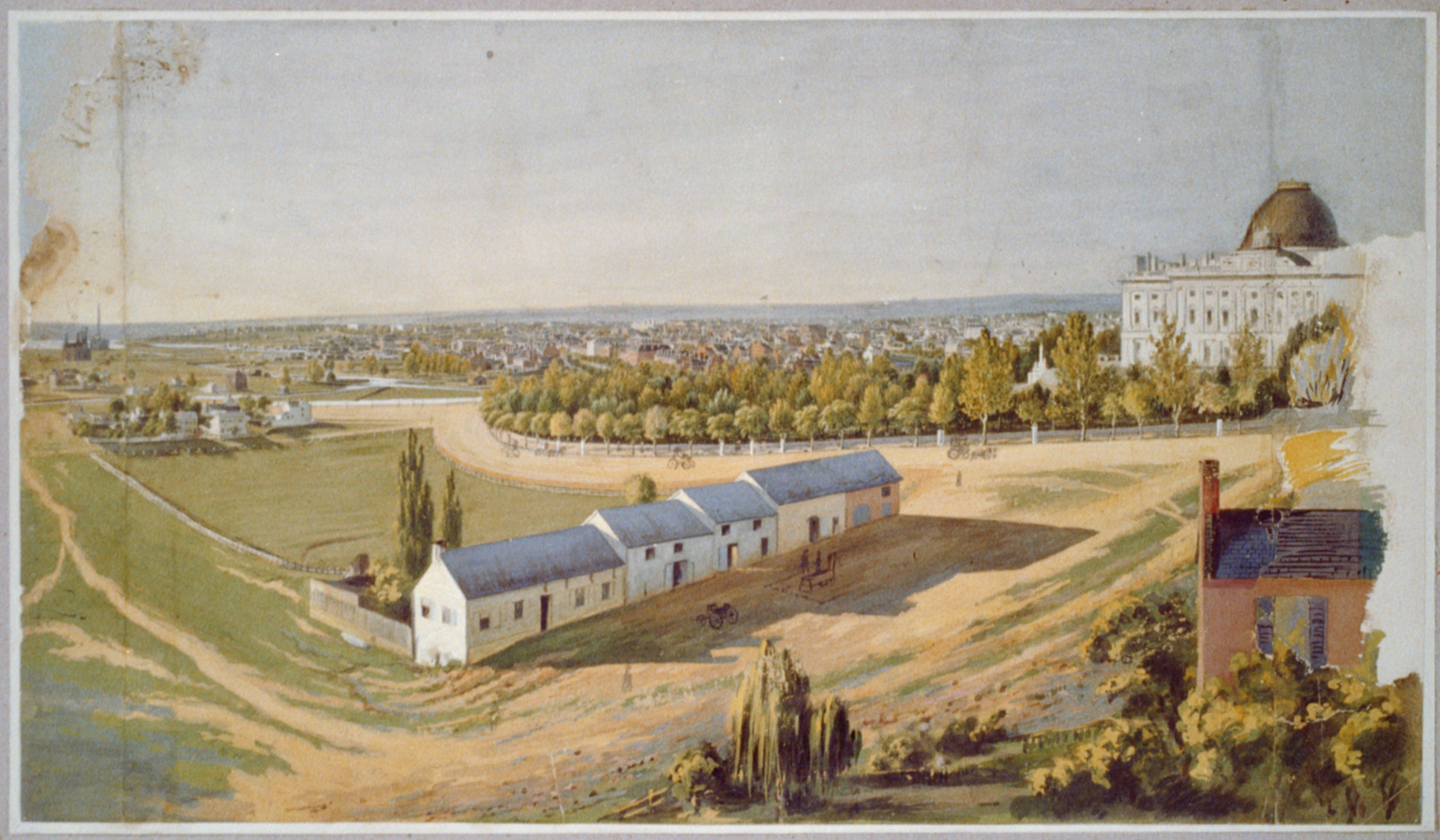
Vue du Mall et de ses environs vers 1846-1855, du nord-ouest au sud-est du Capitole. Le dessin montre des écuries au premier plan, avec le Capitole à droite, la Maison Blanche au centre en arrière-plan, et le château Smithsonian et le monument de Washington à gauche.

Au début des années 1850, l'architecte et horticulteur Andrew Jackson Downing conçoit un plan paysager pour le Mall,,,,. Au cours du demi-siècle suivant, les agences fédérales développent plusieurs parcs naturels au sein du Mall conformément au Downing Plan,. Henry Park et Seaton Park sont deux d'entre eux.
Durant cette période, le Mall est subdivisé en plusieurs zones entre B Street Northwest (NW) (maintenant Constitution Avenue NW) et B Street Southwest (SW) (maintenant Independence Avenue SW) :
- des terrains publics entre les 2nd and 6th Streets NW et SW
- le terrain de l'armurerie entre les 6th and 7th Streets NW et SW
- Smithsonian Grounds entre les 7th and 12th Streets NW et SW
- des terrains agricoles entre les 12th and 14th Streets NW et SW
- Monument Grounds entre les 14th and 17th Streets NW et SW

Vue du National Mall avec son bétail et le bâtiment du Trésor en arrière-plan en avril 1865.

En 1856, l'Armurerie (n° 27 sur la carte du Mall de 1893) est construite à l'intersection de B street SW et de 6th Street SW sur le terrain de l'Armurerie. En 1862, pendant la guerre de Sécession, le bâtiment est transformé en hôpital militaire connu sous le nom d'Armory Square Hospital pour héberger les victimes de l'Union Army. Après la fin de la guerre, le bâtiment de l'Armurerie devient le siège de la Commission américaine de la pêche (United States Fish Commission),.
Le Congrès des États-Unis crée le département de l'Agriculture des États-Unis en 1862 pendant la guerre civile. Conçu par Adolf Cluss et Joseph von Kammerhueber, le bâtiment du département de l'Agriculture des États-Unis (n° 25 sur la carte) est construit en 1867-1868 au nord de B Street SW sur un site de 35 acres sur le Mall.
Après la fin de la guerre de Sécession, le département de l'Agriculture développe des cultures expérimentales et des jardins de démonstration sur le Mall. Ces jardins s'étendent du bâtiment du département près du côté sud du Mall jusqu'à B Street NW (la limite nord du Mall). Le bâtiment est rasé en 1930. Des serres appartenant au Jardin botanique des États-Unis (n° 16 sur la carte) sont construites près de l'extrémité est du Mall entre Washington City Canal et le Capitole (plus tard entre les 1st et 3rd Streets NW et SW).
Créé au début des années 1800 comme un ensemble d'étals de marché immédiatement au nord du Washington City Canal et du Mall, le Center Market (n° 19 sur la carte), également conçu par Adolf Cluss, ouvre ses portes en 1872, peu après la fermeture du canal. Situées sur le côté nord de Constitution Avenue NW, les National Archives and Records Administration occupent désormais le site du marché,.
Durant cette période, les voies ferrées traversent le Mall sur 6th Street, à l'ouest du Capitole. À proximité des voies ferrées, plusieurs structures sont construites au fil des ans. La gare du Baltimore and Potomac Railroad (B sur la carte) est construite en 1873 sur le côté nord du Mall, à l'angle sud-ouest de 6th Street et de B street NW (aujourd'hui le site du bâtiment ouest de la National Gallery of Art),,.
En 1881, le Pavillon des Arts et Industries (n° 34 sur la carte), connu à l'origine sous le nom de « bâtiment du Musée national », ouvre ses portes sur le côté nord de B Street SW à l'est du « Château ». Conçu en 1876 par Adolf Cluss et ses associés, le bâtiment est le deuxième plus ancien encore debout sur le National Mall proprement dit,.
En 1887, l'Army Medical Museum and Library, conçus par Adolf Cluss en 1885, ouvrent leurs portes sur le Mall, à l'angle nord-ouest de B Street SW et 7th Street SW,. Le Hirshhorn Museum and Sculpture Garden de la Smithsonian Institution occupe désormais le site du bâtiment, qui a été démoli en 1968.
Entre-temps, afin de nettoyer les Potomac Flats,les terres humides à l’ouest du Washington Monument et au sud-ouest de Constitution avenue, et de rendre le fleuve Potomac plus navigable, le Congrès autorise en 1882 le Corps du génie de l'armée des États-Unis à draguer le fleuve. Le Corps utilise les sédiments retirés du chenal de navigation pour combler les vasières. Les travaux commencent en 1882 et se poursuivent jusqu'en 1911, créant le Tidal Basin et 628 nouveaux acres de terre. Une partie du nouveau terrain, qui est devenu West Potomac Park, élargit le Mall vers le sud et l'ouest,.

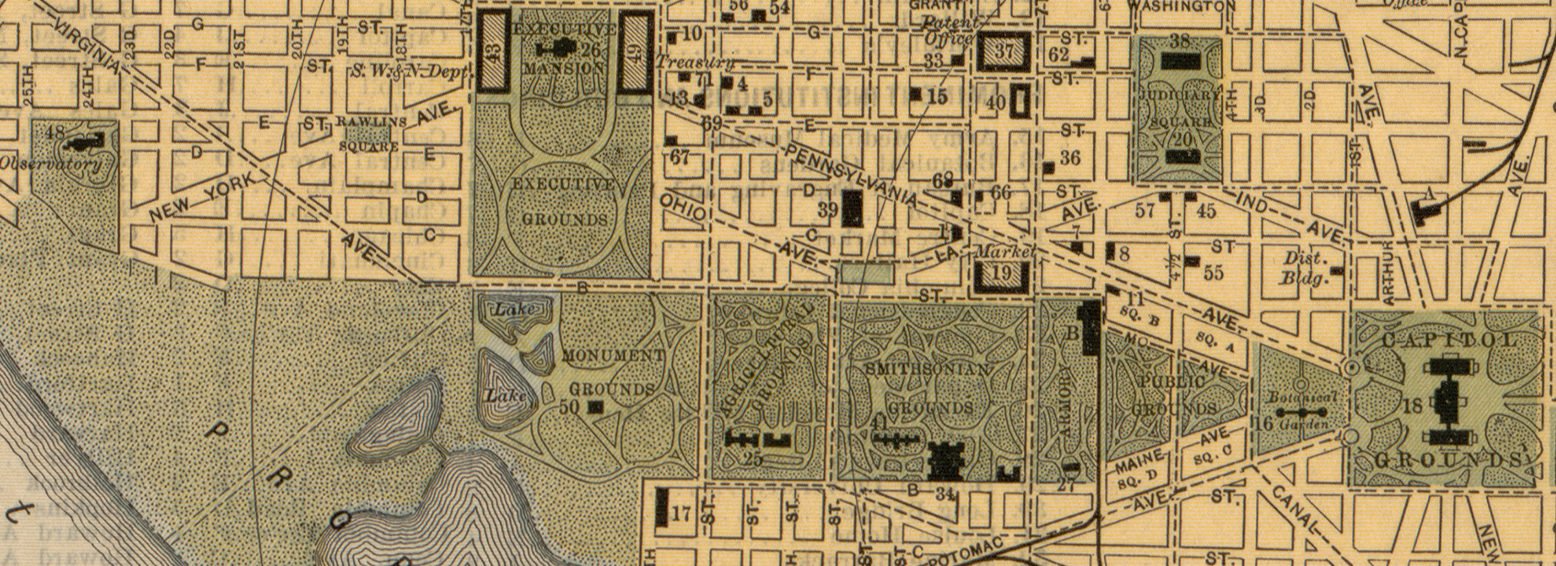
Carte du Mall en 1893 montrant les Monument Grounds (avec le Washington Monument), les terrains agricoles (avec le département de l'Agriculture), les Smithsonian Grounds (avec le « château » et le musée des Arts et Industries), l'Armory Square, les terrains publics et le jardin botanique, ainsi que des parties du « Tidal Reservoir » et du « Proposed Park » récemment créés.

### McMillan Plan, début duXXesiècle

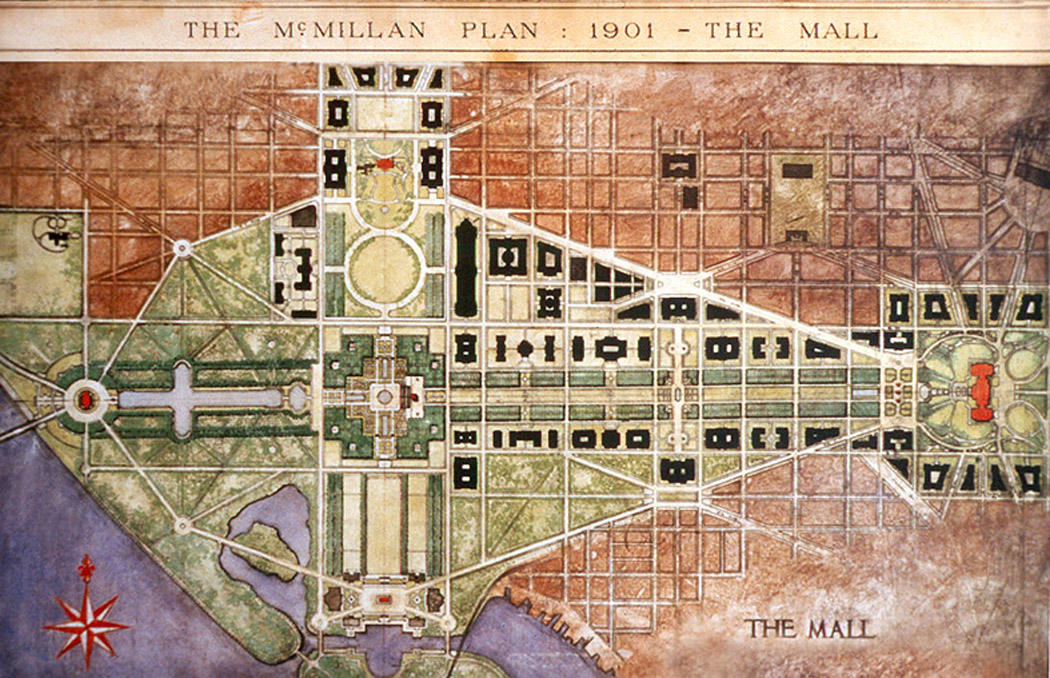
McMillan Plan de 1902.

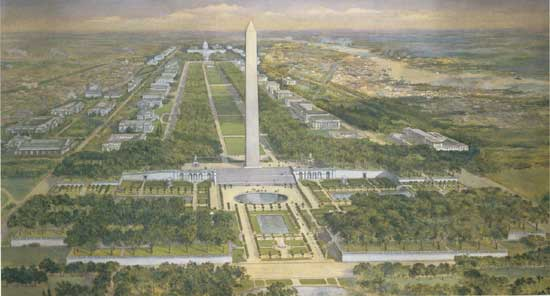
Charles Graham, aquarelle pour la Commission du Sénat des États-Unis en 1902 pour le projet de jardins du Washington monument. La perspective est orientée vers l’est, en direction du Capitole des États-Unis.

En 1902, le plan de la Commission McMillan, qui s'inspire en partie du mouvement City Beautiful et qui prétend prolonger le plan de Pierre L'Enfant, prévoit une refonte radicale du Mall qui remplacerait ses serres, ses jardins, ses arbres et ses installations commerciales et industrielles par un espace ouvert,,. Le plan diffère de celui de L'Enfant en remplaçant les 400 pieds (121,92 m) de large de la « grande avenue » par un vaste panorama contenant une longue et large étendue d'herbe de 300 pieds (91,44 m) de large.
Quatre rangées d'ormes d'Amérique (Ulmus americana) plantées à cinquante pieds de distance entre deux sentiers ou deux rues borderaient chaque côté de la vue. Des bâtiments abritant des institutions culturelles et éducatives construits dans le style Beaux-Arts borderaient chaque chemin ou rue extérieure, du côté opposé du chemin ou de la rue par rapport aux ormes,,,,,.
Au cours des années suivantes, la vision du McMillan Plan est en général suivie avec la plantation d'ormes d'Amérique et l'aménagement de quatre boulevards le long du Mall, deux de chaque côté d'une large pelouse. Conformément à un plan achevé en 1976, le NPS a converti les deux boulevards les plus intérieurs (Washington Drive NW et Adams Drive SW) en sentiers pédestres en gravier. Les deux boulevards les plus extérieurs (Madison Drive NW et Jefferson Drive SW) restent pavés et ouverts à la circulation routière.

### Bâtiments de guerre temporaires
Au cours des Première et Seconde Guerres mondiales, le gouvernement fédéral construit un certain nombre de bâtiments temporaires (tempos) sur le Mall, bouleversant ainsi l'aménagement prévu de la zone. La plupart de ces bâtiments sont regroupés en deux groupes : l'un près du Lincoln Memorial Reflecting Pool et l'autre sur le National Mall (proprement dit) à proximité des 4th à 7th Streets NW et SW,.

#### Première Guerre mondiale

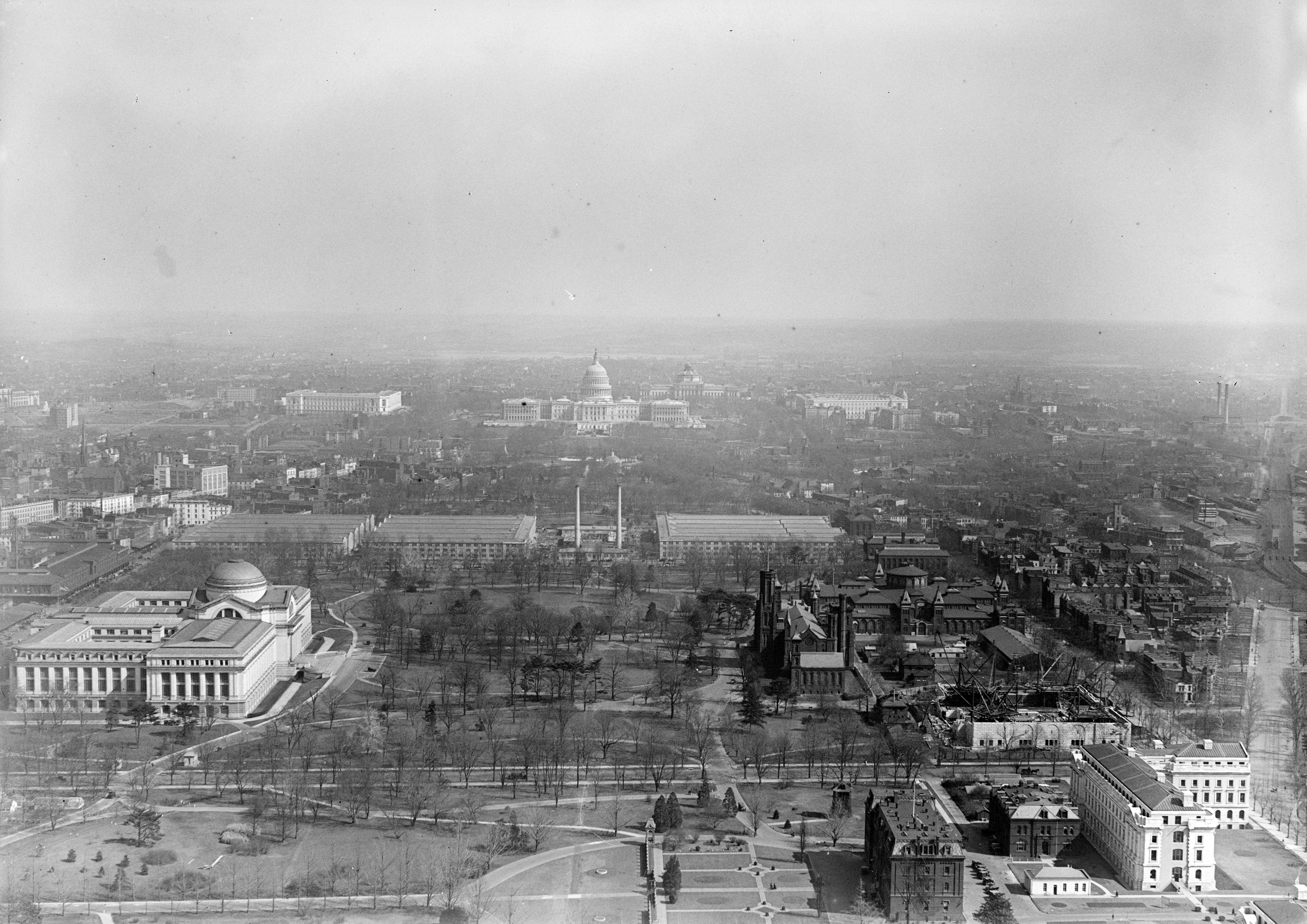
Vue aérienne vers l'est du National Mall depuis le sommet de Washington Monument en 1918. Les trois structures et les deux cheminées qui traversent le Mall sont les bâtiments temporaires de la Première Guerre mondiale A, B et C et des parties de leur centrale électrique.

Les États-Unis entrent dans la Première Guerre mondiale en avril 1917. En 1918, une rangée de tempos désignés du nord au sud comme les bâtiments A, B et C s'étend sur le Mall le long du côté est de l'ancienne voie ferrée de la 6th Street. Les cheminées de la centrale électrique située au centre des bâtiments sont mises à l'écart pour préserver la vue sur Washington Monument depuis le Capitole,,. Peu de temps après, le gouvernement construit les bâtiments D, E et F à l'est et à l'ouest de la première rangée.
Quand les États-Unis et l'Allemagne signent le traité de Berlin (1921), mettant ainsi officiellement fin à la guerre entre les deux nations, le gouvernement démolit les bâtiments A et B. Les tempos restants abritent les bureaux de plusieurs agences appartenant aux départements de l'agriculture, du commerce, du Trésor et de la guerre pendant un certain nombre d'années après la fin de la guerre, .
Le gouvernement démantèle ensuite lentement la plupart des tempos qui sont restés sur le Mall (proprement dit), supprimant la centrale électrique et les bâtiments voisins en 1936. Le gouvernement démolit le bâtiment C entre 1933 et 1936.
En 1937, le gouvernement supprime tous les éléments de la Première Guerre mondiale qui se trouvent dans le National Mall (proprement dit), à l'exception du bâtiment E, restaurant ainsi en grande partie la vue centrale du Mall. Cependant, un autre tempo de la Première Guerre mondiale, que le gouvernement a construit au sud du Mall en 1919 entre la 14th Street SW et le Tidal Basin sous le nom de Liberty Loan Building, reste debout en 2019, abritant le Bureau du service fiscal du département du Trésor,,.

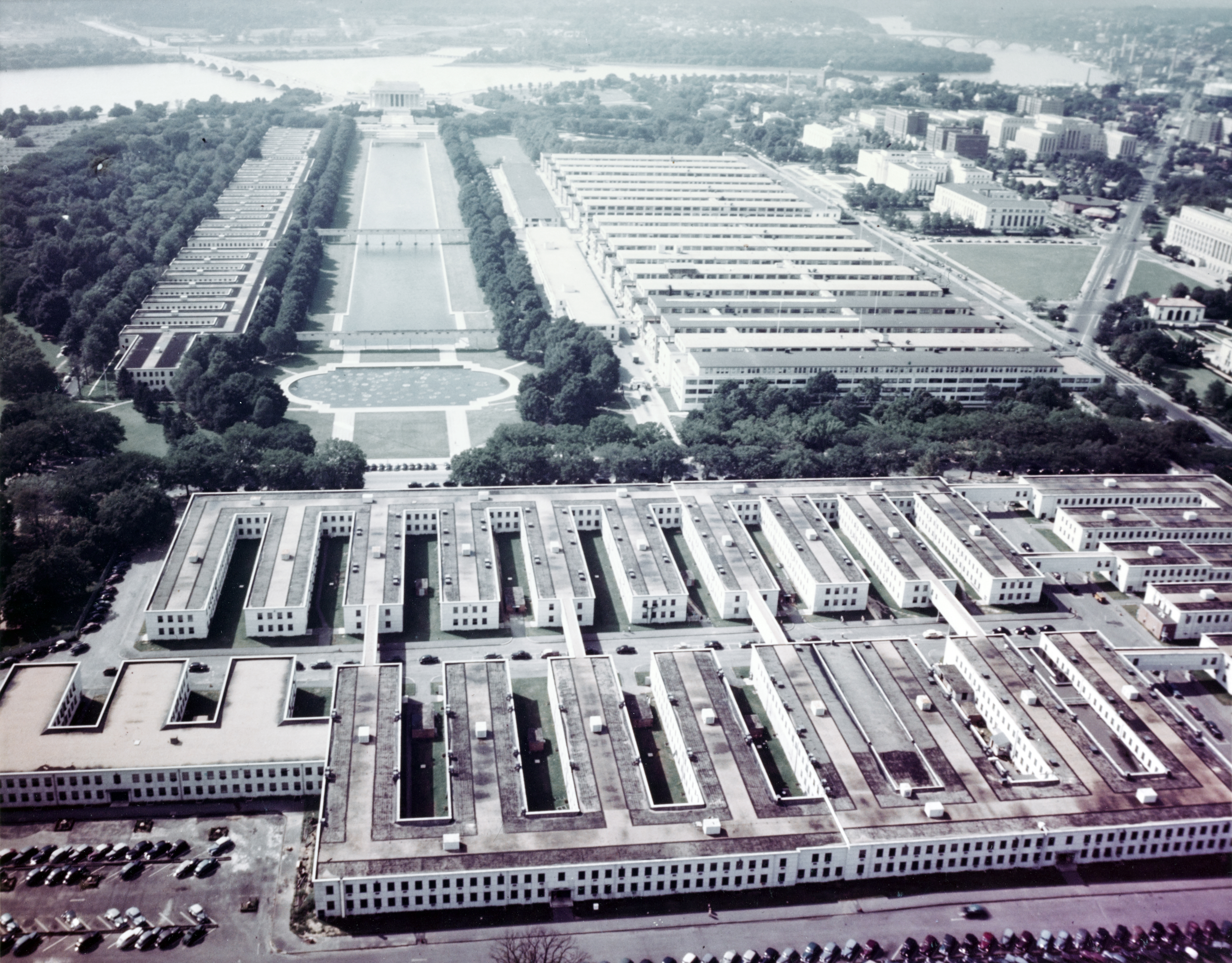
Vue vers l'ouest depuis le sommet de Washington Monument en 1943 ou 1944 pendant la Seconde Guerre mondiale. Au premier plan, les bâtiments temporaires sur le terrain du Washington Monument abritent le Bureau des navires de la marine. Les bâtiments principaux de la Marine et des Munitions se trouvent à droite du bassin réfléchissant du Lincoln Memorial. Des bâtiments temporaires à gauche du bassin de réflexion abritent le Bureau des approvisionnements et des comptes de la Marine.

En 1918, les entrepreneurs du Bureau of Yards and Docks de l'United States Navy construisent les principaux bâtiments de la Navy et des munitions sur près d'un tiers de mile du côté sud de Constitution Avenue (alors connue sous le nom de B Street), de la 17th Street NW à la 21st Street NW,,,, Bien que la Navy ait prévu que les bâtiments constituent des quartiers temporaires à l'armée américaine pendant la Première Guerre mondiale, les structures en béton armé sont restées en place jusqu'en 1970, . Après leur démolition, une grande partie des anciens sites sont devenus les Constitution Gardens, qui ont été inaugurés en 1976,.

#### Seconde Guerre mondiale
Pendant la Seconde Guerre mondiale, le gouvernement construit un grand ensemble de bâtiments temporaires sur le Mall dans la zone occupée par les anciens tempos de la Première Guerre mondiale, le long du côté sud de Constitution Avenue entre les 12th et 14th Streets NW, sur le côté ouest du terrain du Washington Monument, sur toute la longueur du côté sud du Lincoln Memorial Reflecting Pool et entre le bassin et les bâtiments principaux de la Navy et des munitions sur le côté nord du bassin. Des numéros identifient les nouveaux bâtiments construits sur le terrain du Monument, tandis que des lettres identifient les autres. Le gouvernement construit également des dortoirs, des résidences universitaires et des installations de restauration et de loisirs au sud de la moitié est du Mall et dans la partie du West Potomac Park située au sud de la moitié ouest du Mall,.
Le gouvernement démolit progressivement tous les tempos de la Seconde Guerre mondiale à partir de 1964.

### Histoire ultérieure

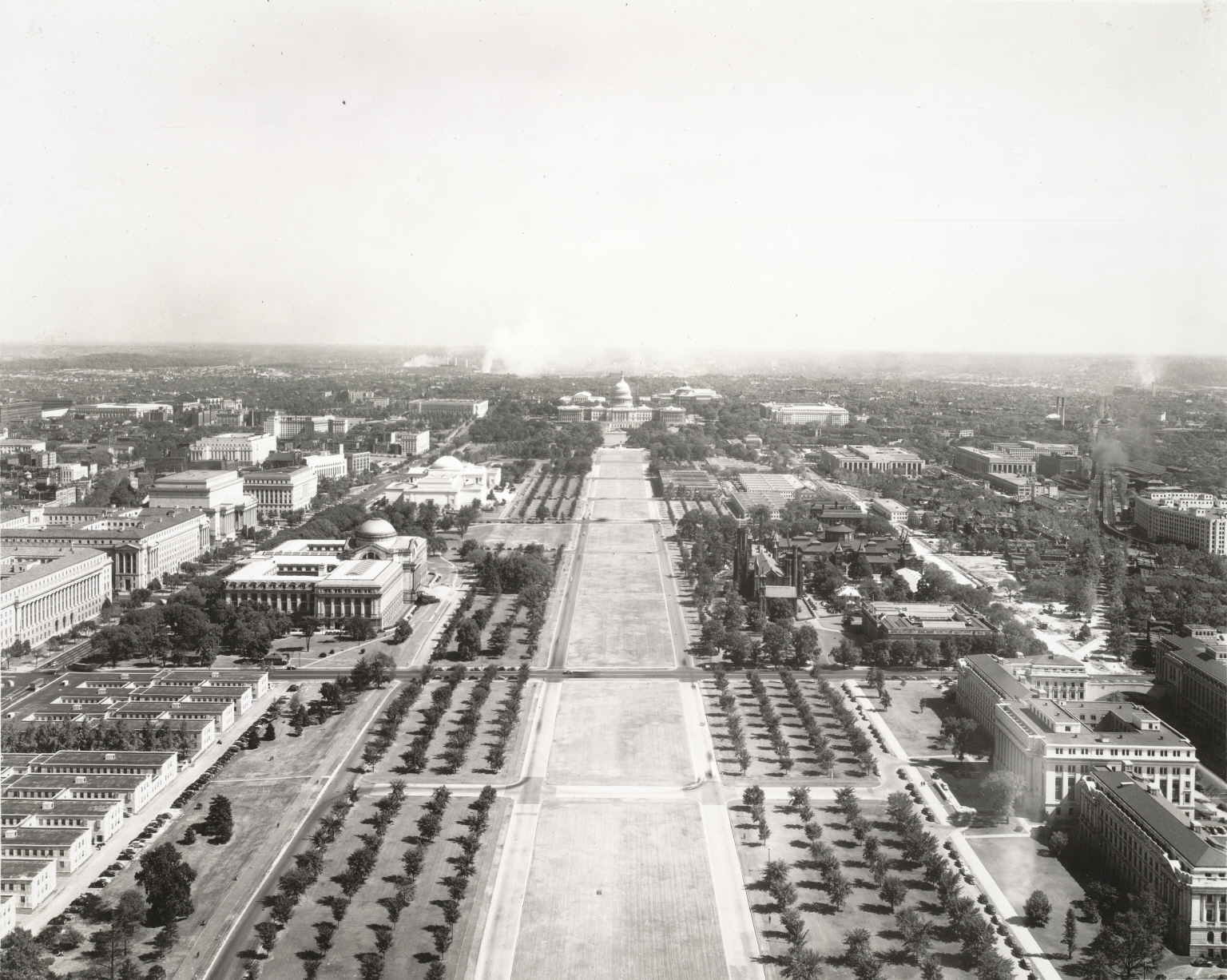
Rangées de jeunes ormes américains sur le National Mall, vues vers l'est depuis le sommet de Washington Monument, vers 1942.

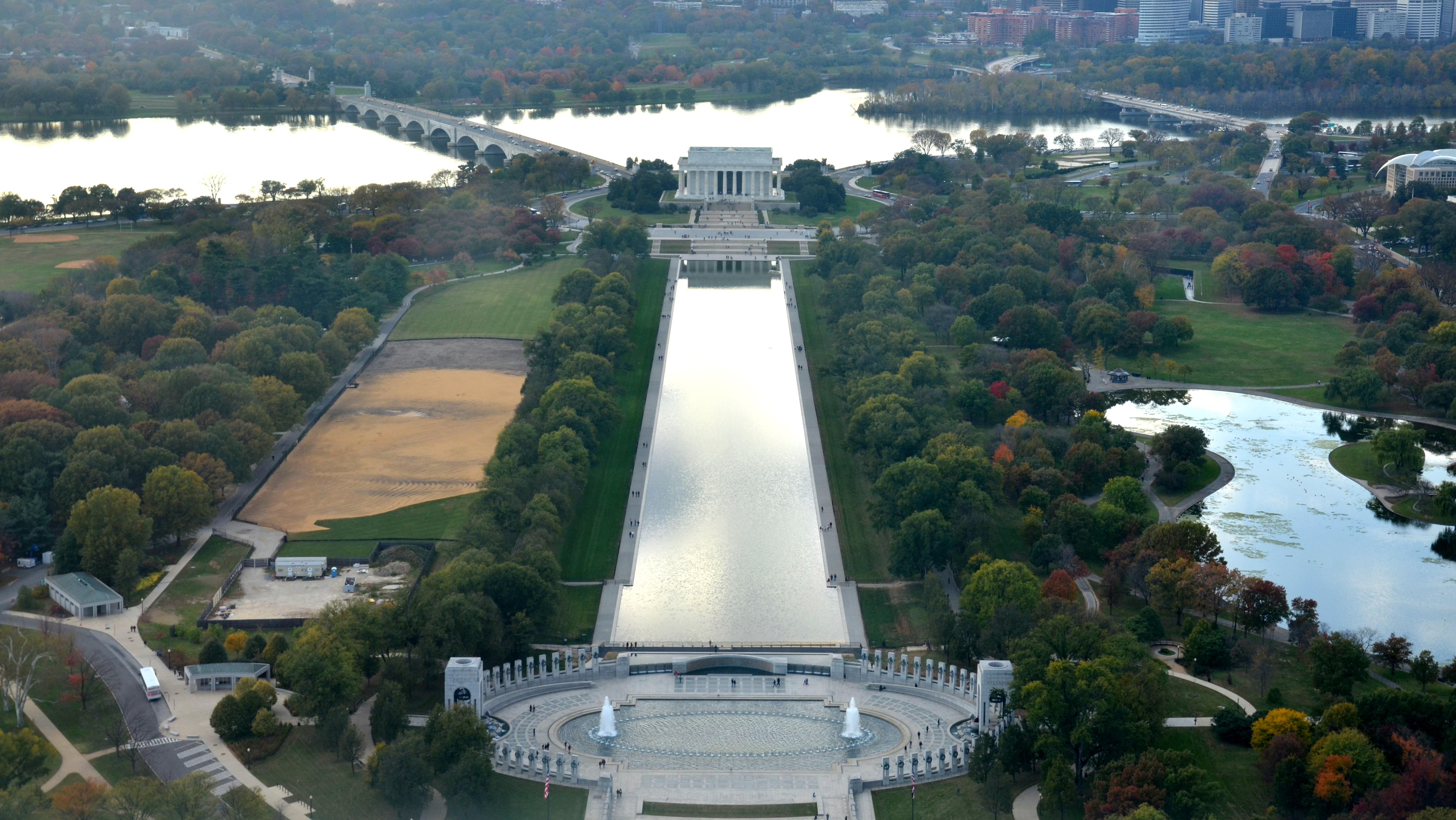
Vue depuis le sommet de Washington Monument montrant des rangées d'ormes bordant le Lincoln Memorial Reflecting Pool, novembre 2014.

La plantation d'ormes d'Amérique, conformément au McMillan Plan, commence dans les années 1930 entre les 3rd et 14th Streets, au même moment où la graphiose de l'orme (DED) apparait aux États-Unis. Des inquiétudes sont exprimées quant à l’impact que la DED pourrait avoir sur ces arbres.
Le DED apparait pour la première fois sur le Mall dans les années 1950 et atteint son apogée dans les années 1970. Le NPS utilise un certain nombre de méthodes pour contrôler cette épidémie fongique, notamment l'assainissement, l'élagage, l'injection de fongicide dans les arbres et la replantation de cultivars d'ormes d'Amérique résistants au DED. Le NPS clone un de ces cultivars (« Jefferson ») à partir d'un arbre résistant à la DED poussant près d'un chemin sur le Mall en face de la Freer Gallery of Art, près du Smithsonian Institution Building (« Le Château »),.
Le NPS combat l'insecte vecteur local de la maladie, le petit scolytinae européen de l'orme (Scolytus multistriatus), en le piégeant et en le pulvérisant avec des insecticides. Le compactage de sol et les dommages causés aux racines par la foule et les projets de construction affectent également négativement les ormes.
Le 15 octobre 1966, le NPS inscrit le National Mall au Registre national des lieux historiques. En 1981, le NPS prépare un formulaire de nomination au Registre national qui documente les limites, les caractéristiques et l'importance historique du Mall.

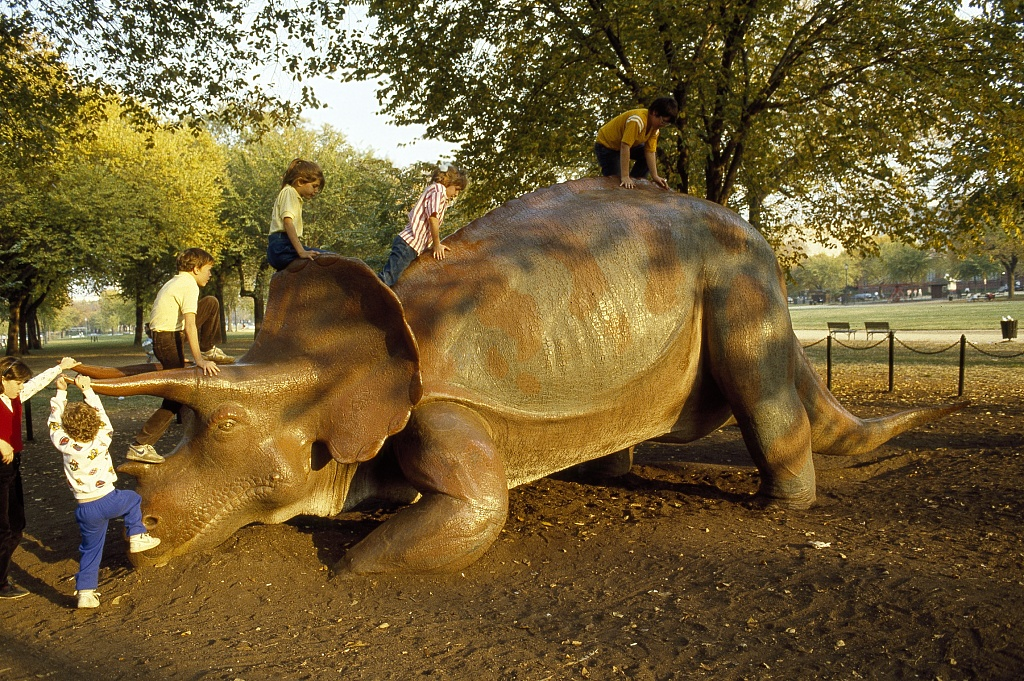
Uncle Beazley sur le National Mall.

Entre les années 1970 et 1994, un modèleenfibre de verre d'un triceratops nommé Uncle Beazley est installé sur le Mall devant le musée national d'histoire naturelle des États-Unis. La statue grandeur nature, qui se trouve désormais au parc zoologique national de Washington dans Northwest (Washington, D.C.), a été offerte à la Smithsonian Institution par la Sinclair Oil. La statue, créée par Louis Paul Jonas pour le pavillon DinoLand de Sinclair à la Foire internationale de New York 1964-1965, doit son nom à un dinosaure du livre pour enfants d'Oliver Butterworth de 1956, The Enormous Egg, et de l'adaptation cinématographique télévisée de 1968 dans laquelle la statue apparaît,.
En 2003, le 108e congrès des États-Unis promulgue la Commemorative Works Clarification and Revision Act. Cette loi interdit l'implantation de nouvelles œuvres commémoratives et de nouveaux centres d'accueil dans une zone de réserve désignée dans l'axe transversal du Mall.
En octobre 2013, un arrêt de deux semaines des activités gouvernementales fédérales entraîne la fermeture du National Mall ainsi que de ses musées et monuments. Cependant, lorsqu'un groupe de vétérans âgés essaie d'entrer dans le 
National World War II Memorial au cours du premier jour de fermeture, les barricades du mémorial sont retirées. Le NPS annonce ensuite que les vétérans ont le droit légal d'entrer au mémorial et qu'ils ne seront pas refoulés à l'avenir. Au cours de la deuxième semaine de fermeture, le NPS autorise la tenue d'un rassemblement et d'un concert sur l'immigration sur le Mall.
Le 8 décembre 2016, le NPS inscrit au Registre national des lieux historiques une augmentation des limites du National Mall District historique pour englober une zone délimitée par la 3rd Street, NW/SW, Independence Avenue, SW, Raoul Wallenberg Place, SW, CSX Transportation, le fleuve Potomac, Constitution avenue, NW, la 17th Street, NW, le terrain de la Maison Blanche et la 15th Street, NW. Le formulaire d'inscription, qui contient 232 pages, décrit et illustre l'histoire et les caractéristiques de la zone élargie proposée du quartier historique.

## Structures démolies ou déplacées

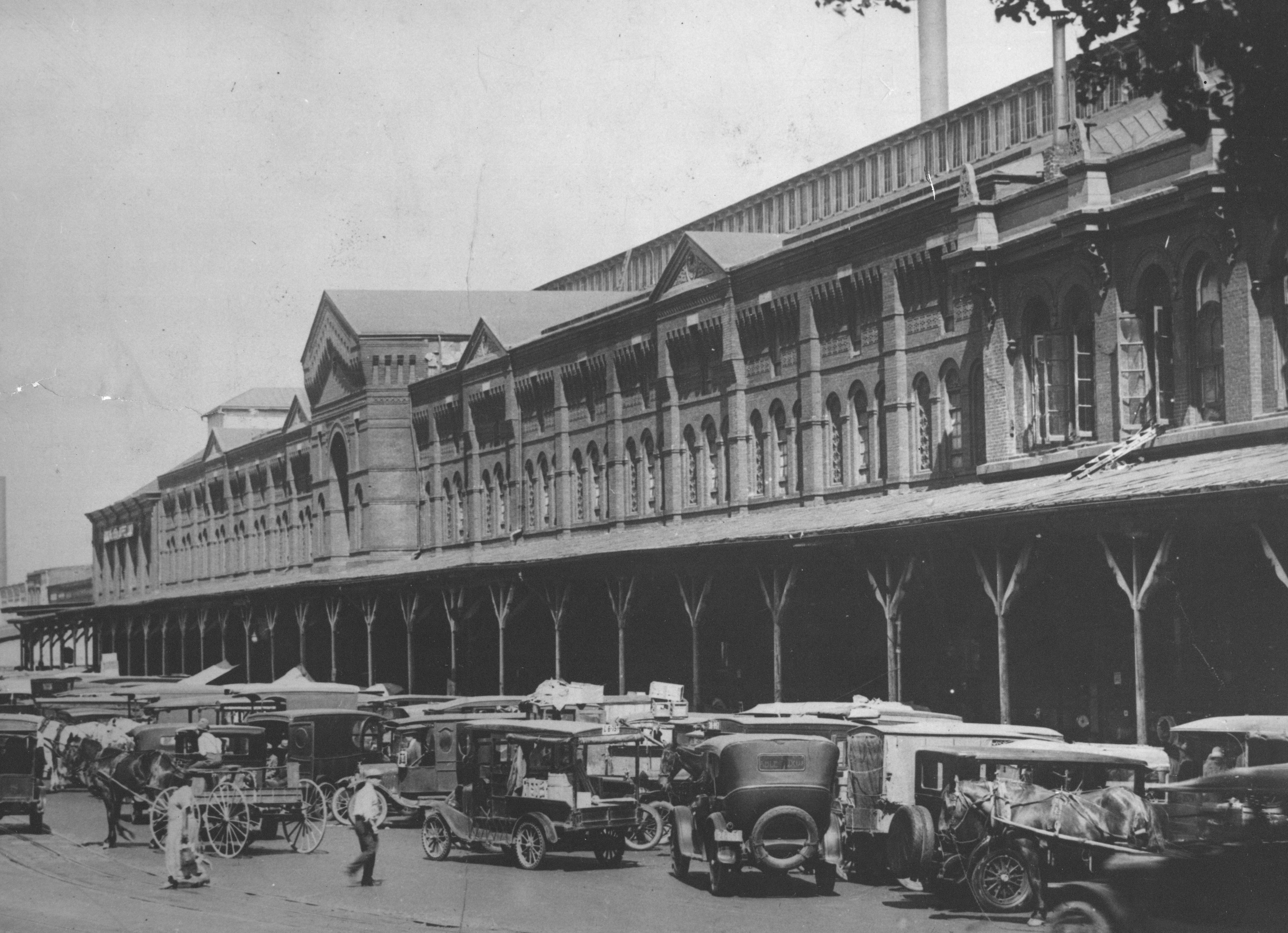
Center Market vers 1920.

Le Washington City Canal a été recouvert par Constitution Avenue NW, 3rd Street NW et SW et Canal Street SW (maintenant Washington Street SW).
Baltimore and Potomac Railroad Station est fermée en 1907 lors de l'ouverture de la gare de Washington Union Station.
United States Department of Agriculture Building est démoli en 1930.
Le Marché Central est remplacé en 1931 par le National Archives Building.
Hôpital/Armory Square est remplacé en 1976 par le National Air and Space Museum.
Army Medical Museum and Library sont démolis en 1968 et remplacé par le Hirshhorn Museum and Sculpture Garden.
Main Navy and Munitions Buildings, construits en 1918, sont démolis en 1970 et remplacés par Constitution Gardens.
Oncle Beazley a déménagé en 1994 au parc zoologique national de Washington.

## Utilisation
Avec les autres attractions de la région métropolitaine de Washington, le National Mall fait de la capitale du pays l'une des destinations touristiques les plus populaires du pays. Il a plusieurs autres utilisations en plus de servir de point focal touristique.

### Manifestations et rassemblements

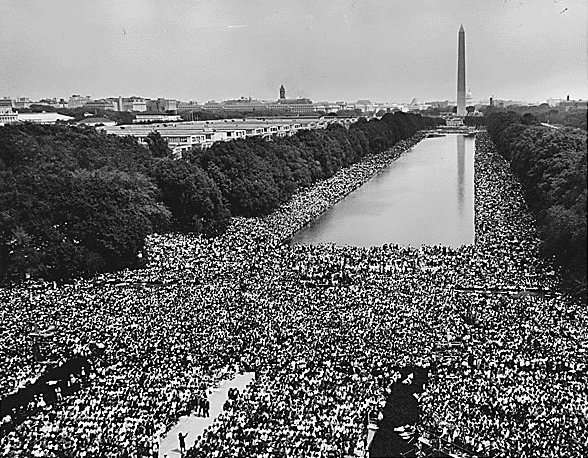
Marche pour l'emploi et la liberté sur le National Mall face à l'est du Lincoln Memorial en 1963.

Le statut du National Mall en tant que vaste étendue ouverte au cœur de la capitale en fait un site attrayant pour les manifestations et les rassemblements de tous types. Un exemple notable est la Marche sur Washington pour l'emploi et la liberté de 1963, un rassemblement politique pendant le mouvement américain des droits civiques, au cours duquel Martin Luther King prononça son discours I have a dream.
Le plus grand rassemblement officiellement enregistré est le rassemblement pour le moratoire sur la guerre du Vietnam, le 15 octobre 1969. En 1995, le NPS a publié une estimation de la participation pour la Million Man March avec laquelle un organisateur de l'événement, le leader de la Nation of Islam, Louis Farrakhan, n'était pas d'accord,. L'année suivante, un comité du 104e Congrès des États-Unis n'alloue aucun fonds aux activités de comptage du NPS à Washington, DC, lorsqu'il prépare la législation prévoyant les crédits pour 1997 pour le département de l'Intérieur des États-Unis,. En conséquence, le NPS n'a pas fourni d'estimations officielles de la participation pour les événements organisés sur le Mall depuis 1995,,,. L'absence d'une telle estimation officielle a alimenté une controverse politique à la suite de l'investiture présidentielle de Donald Trump en 2017 ,.
Le 25 avril 2004, la March for Women's Lives remplit le Mall. Le 27 janvier 2007, des dizaines de milliers de manifestants opposés à la guerre en Irak convergent vers le Mall, suscitant des comparaisons de la part des participants avec la manifestation contre la Guerre du Viêt Nam,,.
Le 12 juin 2018, les Capitals de Washington de la Ligue nationale de hockey organisent un rassemblement sur le Mall après avoir défilé dans la ville pour célébrer la première victoire de la franchise à la Coupe Stanley. Des dizaines de milliers de fans auraient rejoint cet événement arrosé de bière.

### Investitures présidentielles
L'Inauguration Day est un événement important qui symbolise le transfert pacifique du pouvoir et le début d'un nouveau chapitre dans le leadership de la nation. L'investiture, qui se déroule au Capitole des États-Unis à Washington, DC, attire des personnes de tout le pays et du monde entier pour assister à cet événement historique. Le Capitole, avec son dôme majestueux et son architecture emblématique, sert de toile de fond à la cérémonie. Le Mall devient le lieu de rassemblement de milliers de spectateurs venus assister à la prestation de serment du président et du vice-président des États-Unis.
Les jours précédant l’investiture, les mesures de sécurité sont renforcées pour assurer la sécurité des participants et des autorités. Le National Mall, habituellement bondé de touristes et de locaux, se transforme en une mer de spectateurs, attendant avec impatience le moment où le président élu prêtera serment. Lors des investitures présidentielles, des personnes sans billets officiels s'y rassemblent. Normalement, le Mall entre les 7th et 14th Streets NW est utilisé comme terrain de rassemblement pour le défilé.

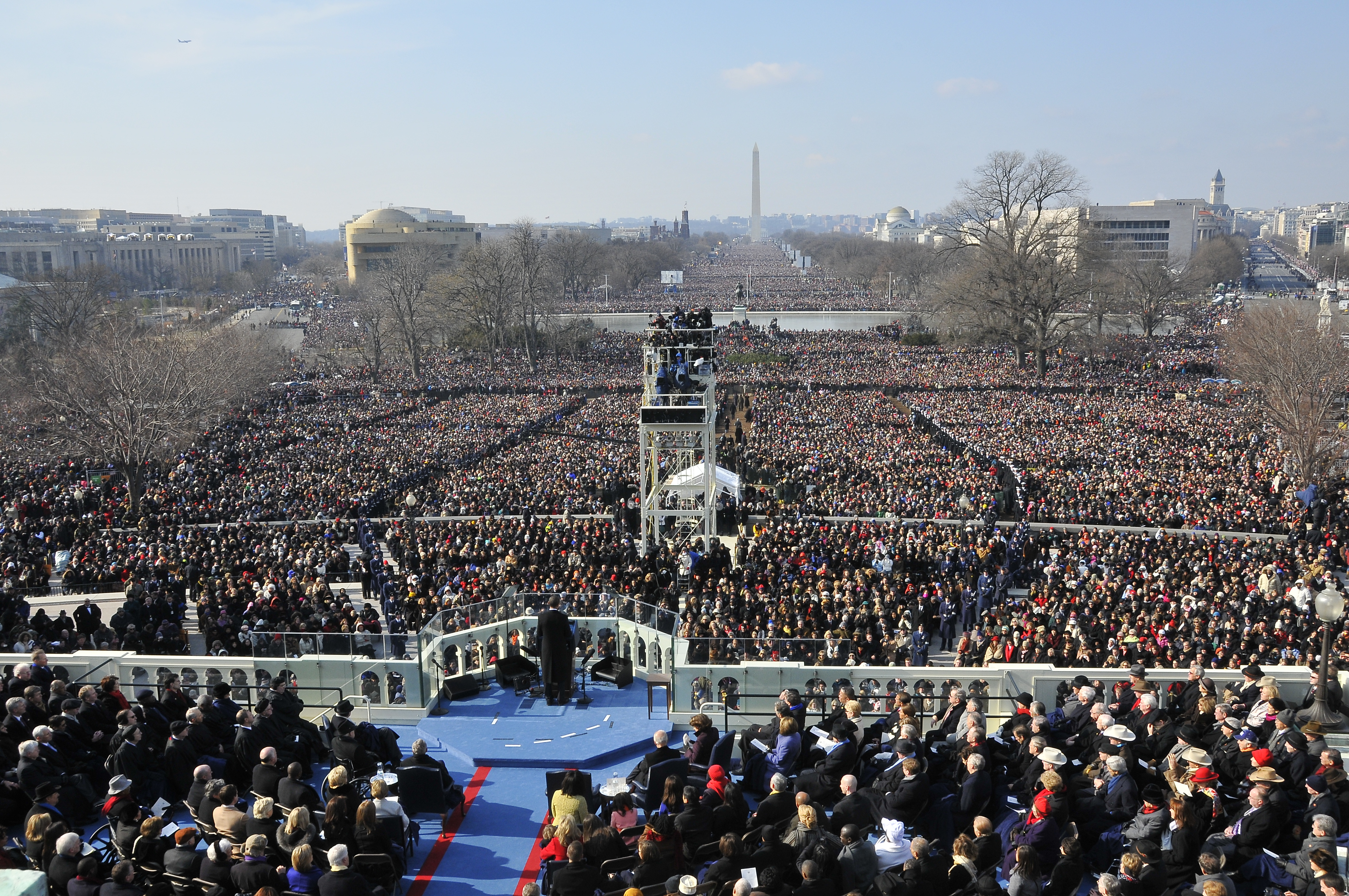
Première investiture de Barack Obama le 20 janvier 2009, face à l'ouest du Capitole.

Le 4 décembre 2008, le Comité d'investiture présidentielle annonce que « pour la première fois, toute la longueur du National Mall sera ouverte au public afin que plus de personnes que jamais auparavant puissent assister à la prestation de serment du président depuis un point de vue privilégié sur le Capitole. ». Le comité prend cette disposition en raison de la participation massive – estimée à 2 millions de personnes – qu'il attend pour la première investiture de Barack Obama le 20 janvier 2009.
Malgré cet arrangement, une foule de personnes cherchant à accéder à l'événement escalade puis enlève les clôtures de protection temporaires autour du Mary Livingston Ripley Garden du Smithsonian, à six pâtés de maisons du site où Barack Obama prête serment. La foule piétine la végétation du jardin et les massifs de plantes surélevés. D’autres ne trouvent pas le moyen d’entrer dans le Mall à temps pour assister à la cérémonie. Plus d'un millier de personnes munies de billets violets ratent l'événement car elles sont bloquées dans le tunnel de l' Interstate 395 sous le Mall après que la police les y ait dirigés,. Terrance W. Gainer, sergent d'arme du sénat des États-Unis, déclare qu'il semblait que l'échouage s'était produit parce qu'il y avait plus de personnes corpulentes portant des manteaux que la section violette de l'événement ne pouvait en accueillir. Le Joint Congressional Committee on Inaugural Ceremonies annonce ensuite que les détenteurs de billets qui n'ont pas été admis recevront des copies de l'invitation et du programme de prestation de serment, des photos de Barack Obama et du vice-président Joe Biden, ainsi qu'une copie couleur de la cérémonie.

### Autres événements et activités festives
Le National Mall a longtemps servi de lieu de jogging, de pique-nique et de loisirs légers pour la population de Washington. Le carrousel du Smithsonian, situé sur le Mall en face du  Arts and Industry Building, est une attraction populaire. La société Allan Herschell a construit le carrousel, qui est arrivé à Gwynn Oak Park près de Baltimore, dans le Maryland, en 1947. Le carrousel a été déplacé sur le Mall en 1981 et fonctionne désormais de façon saisonnière,.

#### Événements annuels

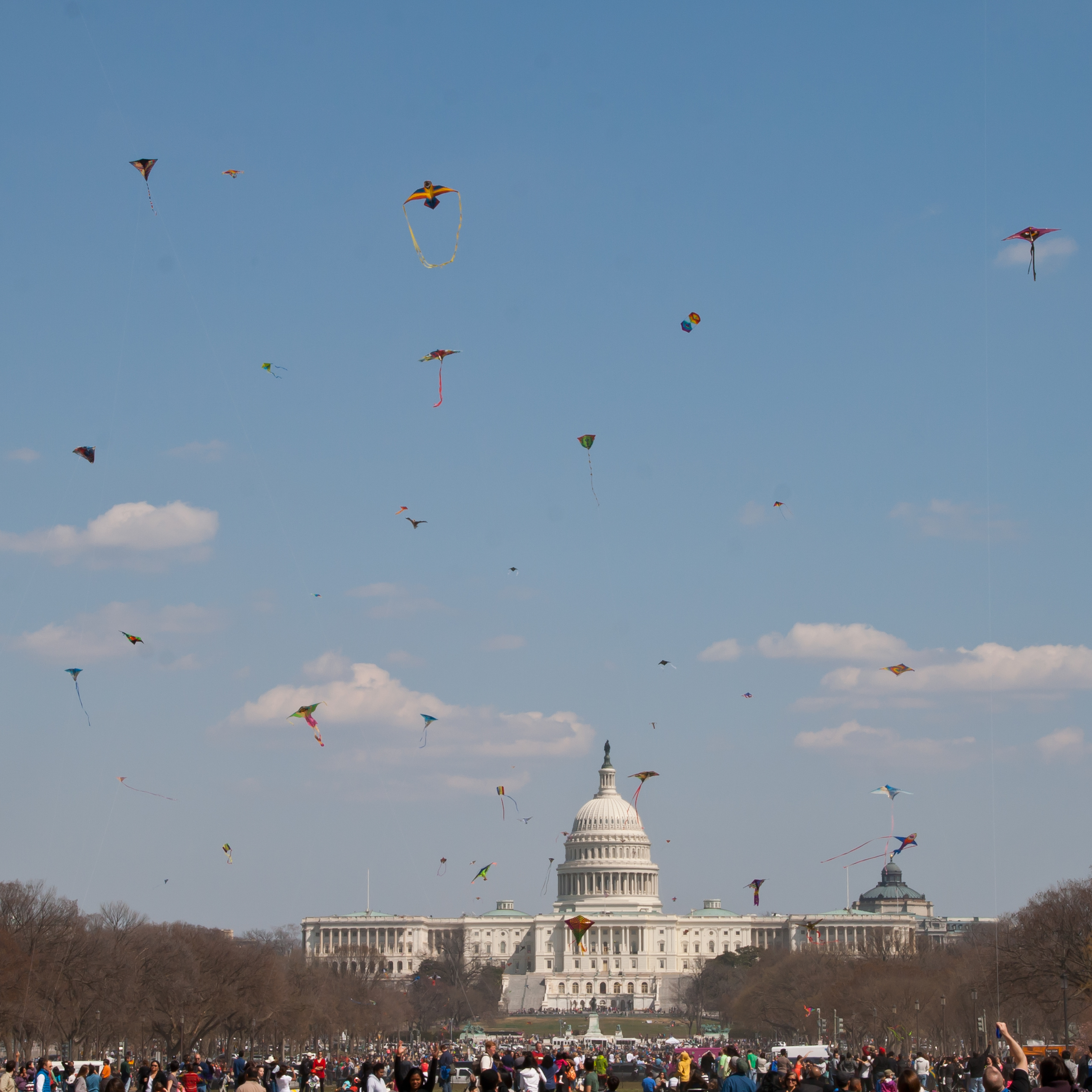
Blossom Kite Festival 2013.

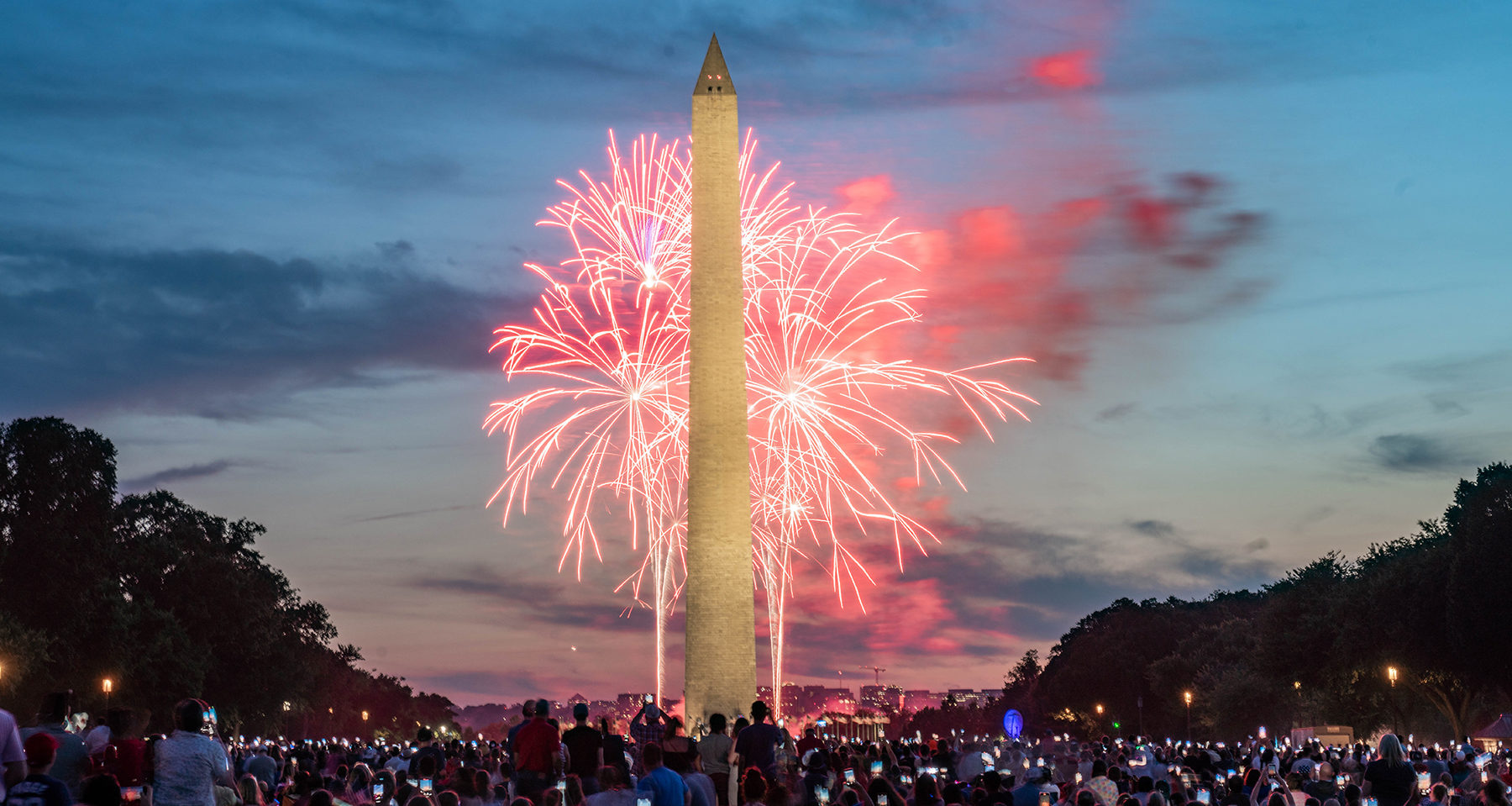
Feu d'artifice du Jour de l'Indépendance sur le National Mall, le 4 juillet 2022.

Un certain nombre de grands événements gratuits se déroulent chaque année sur le Mall. Un festival de cerfs-volants, anciennement appelé « Smithsonian Kite Festival » et désormais appelé « Blossom Kite Festival », a généralement lieu chaque année sur le terrain du Washington Monument pendant le dernier week-end de mars dans le cadre du Festival des cerisiers en fleurs de Washington. Les organisateurs de l'événement ont annulé le festival de cerfs-volants 2020, qui devait avoir lieu le samedi 28 mars, en raison des inquiétudes liées à la pandémie de Covid-19 en cours.
Une célébration du Jour de la Terre a régulièrement lieu sur le Mall vers le 22 avril,,. Une série de rassemblements, d'expositions, de célébrations et de performances d'une semaine a eu lieu sur le Mall du 17 au 25 avril 2010, pour commémorer le 40e anniversaire du Jour de la Terre. Les événements de la dernière journée ont été marqués par des performances de Sting, Mavis Staples, The Roots, John Legend et d'autres. Le 19 avril 2015, un concert « Global Citizen » pour la Journée de la Terre a été organisé sur le terrain du Washington Monument par Usher, My Morning Jacket, Mary J. Blige, Train et No Doubt.
Le National Symphony Orchestra présente chaque année son National Memorial Day Concert sur la pelouse ouest du Capitole dans la soirée du dimanche précédant le Memorial Day (dernier lundi de mai)et  son Labor Day Capitol Concert le soir du dimanche précédant le Labor Day (premier lundi de septembre). La National Gallery of Art organise chaque année Jazz in the Garden dans le jardin de sculptures du musée, le vendredi soir, de fin mai à août.
Des détachements de l'United States Navy Band, de l'United States Air Force Band, de l'United States Marine Band et de l'United States Army Band se produisent sur les marches ouest du Capitole les lundi, mardi, mercredi et vendredi soir, respectivement, en juin, juillet et août,,. Le Navy Band reproduit chaque représentation du mercredi au Capitole le soir suivant (jeudi) au Sylvan Theater sur le terrain du Washington Monument. Des groupes de musique militaire américaine proposent également des concerts en soirée au Mémorial de la Seconde Guerre mondiale de mai à août.
Le Smithsonian Folklife Festival se déroule sur le Mall chaque année pendant deux semaines autour du Jour de l'Indépendance (4 juillet),. Ce jour férié, le concert A Capitol Fourth a lieu en fin d'après-midi et en début de soirée sur la pelouse ouest du Capitole. Cette célébration du Jour de l'Indépendance et d'autres célébrations sur et à proximité du Mall se terminent après le coucher du soleil avec un feu d'artifice entre le Washington Monument et le Lincoln Memorial,.

#### Autres événements

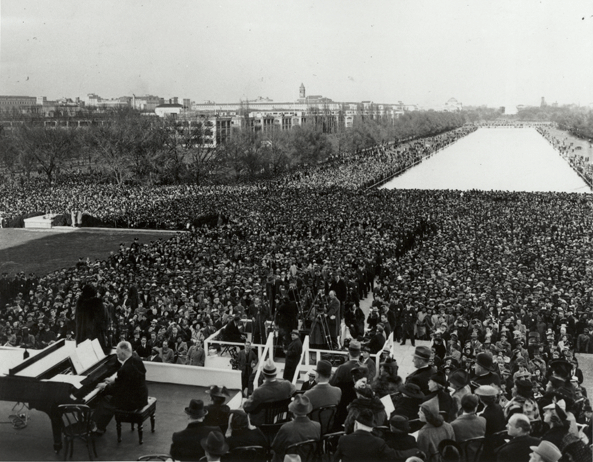
Concert du 9 avril 1939 de Marian Anderson, tourné vers l'est depuis le Lincoln Memorial.

Le 9 avril 1939, la chanteuse Marian Anderson donne un concert le dimanche de Pâques au Lincoln Memorial après que les Filles de la révolution américaine (Daughters of the American Revolution, DAR) ont refusé une demande de l'université Howard pour qu'elle se produise à Pâques au Constitution Hall, situé à proximité et racialement ségrégué. L'événement, auquel assistent 75 000 personnes, a lieu après que le président Franklin D. Roosevelt ait donné son accord pour la représentation,.
La célébration du bicentenaire des États-Unis en 1976 engendre la planification de l'accueil d'un grand nombre de visiteurs attendus au National Mall. Un certain nombre de monuments commémoratifs majeurs sont ajoutés au Mall au cours de cette période. Le 21 mai 1976, Constitution Gardens est inauguré. Le 1er juillet, le Smithsonian National Air and Space Museum ouvre ses portes. Le 4 juillet, le feu d'artifice du bicentenaire sur le Mall attire un million de spectateurs, ce qui en fait le deuxième événement le plus important de l'histoire du Mall jusqu'à cette date, après l' investiture présidentielle de Lyndon B. Johnson en 1965.
Le dimanche 9 octobre 1979, le pape Jean-Paul II célébre la messe sur le National Mall lors d'une visite à Washington. La célébration a lieu après qu'une cour d'appel a rejeté une requête en injonction que les athées Madalyn Murray O'Hair et Jon Garth Murray avaient déposée pour empêcher l'événement de se produire.
De 1980 à 1982, The Beach Boys et The Grass Roots donnent des concerts pour le Jour de l'Indépendance au Mall, attirant de grandes foules,,.
En avril 1983, le secrétaire à l'Intérieur James G. Watt interdit les concerts du Jour de l'Indépendance organisés par de tels groupes sur le Mall. Il déclare que les « groupes de rock » qui s'étaient produits au Mall le jour de l'Indépendance en 1981 et 1982 avaient encouragé la consommation de drogue et l'alcoolisme, et avaient attiré « les mauvais éléments », qui agresseraient les individus et les familles assistant à des événements similaires à l'avenir. Il annonce ensuite que le crooner de Las Vegas Wayne Newton, ami et partisan du président Ronald Reagan et contributeur aux campagnes politiques du parti républicain, se produirait lors de la célébration du Jour de l'Indépendance de 1983 au Mall,. Au cours du tollé qui suit, Rob Grill, le chanteur principal de The Grass Roots, déclare qu'il se sentait « extrêmement insulté » par les remarques de Watt, qu'il qualifie de « rien d'autre qu'anti-américaines » . The Beach Boys déclarent que l'Union soviétique, qui les avait invités à se produire à Leningrad en 1978, « n'avait évidemment pas le sentiment que le groupe attirait les mauvais éléments ». Le vice-président George H. W. Bush déclare à propos des Beach Boys : « Ce sont mes amis et j'aime leur musique ». Le 3 juillet 1983, des milliers de personnes assistent à un concert « Rock Against Reagan » fortement surveillé que le groupe de Punk hardcore Dead Kennedys donne sur le Mall en réponse à l'action de Watt. Lorsque Newton entre sur la scène du Mall le 4 juillet, son public l'hue,. Watt s'est excusé auprès des Beach Boys, le première dame des États-Unis Nancy Reagan s'est excusée pour Watt et, en 1984, The Beach Boys ont donné un concert le jour de l'Indépendance au Mall devant un public de 750 000 personnes.
Le 4 septembre 2003, Britney Spears, Mary J. Blige, Aretha Franklin, Aerosmith et d'autres se produisent lors d'un « NFL Kickoff Live from the National Mall Presented by Pepsi Vanilla » télévisé à l'échelle nationale. Précédé par un « interactive Super Bowl theme park » de trois jours de la National Football League, l'événement a principalement des objectifs commerciaux, contrairement aux grandes activités précédentes sur le Mall. Trois semaines plus tard, le Sénat des États-Unis adopte à une écrasante majorité une loi qui, une fois promulguée, limite les manifestations de parrainage commercial sur le Mall,.
Le 7 juillet 2007, une étape de Live Earth se tient en plein air au Musée national des Indiens d'Amérique. L'ancien vice-président Al Gore fait une présentation et des artistes tels que Garth Brooks et Trisha Yearwood se produisent.

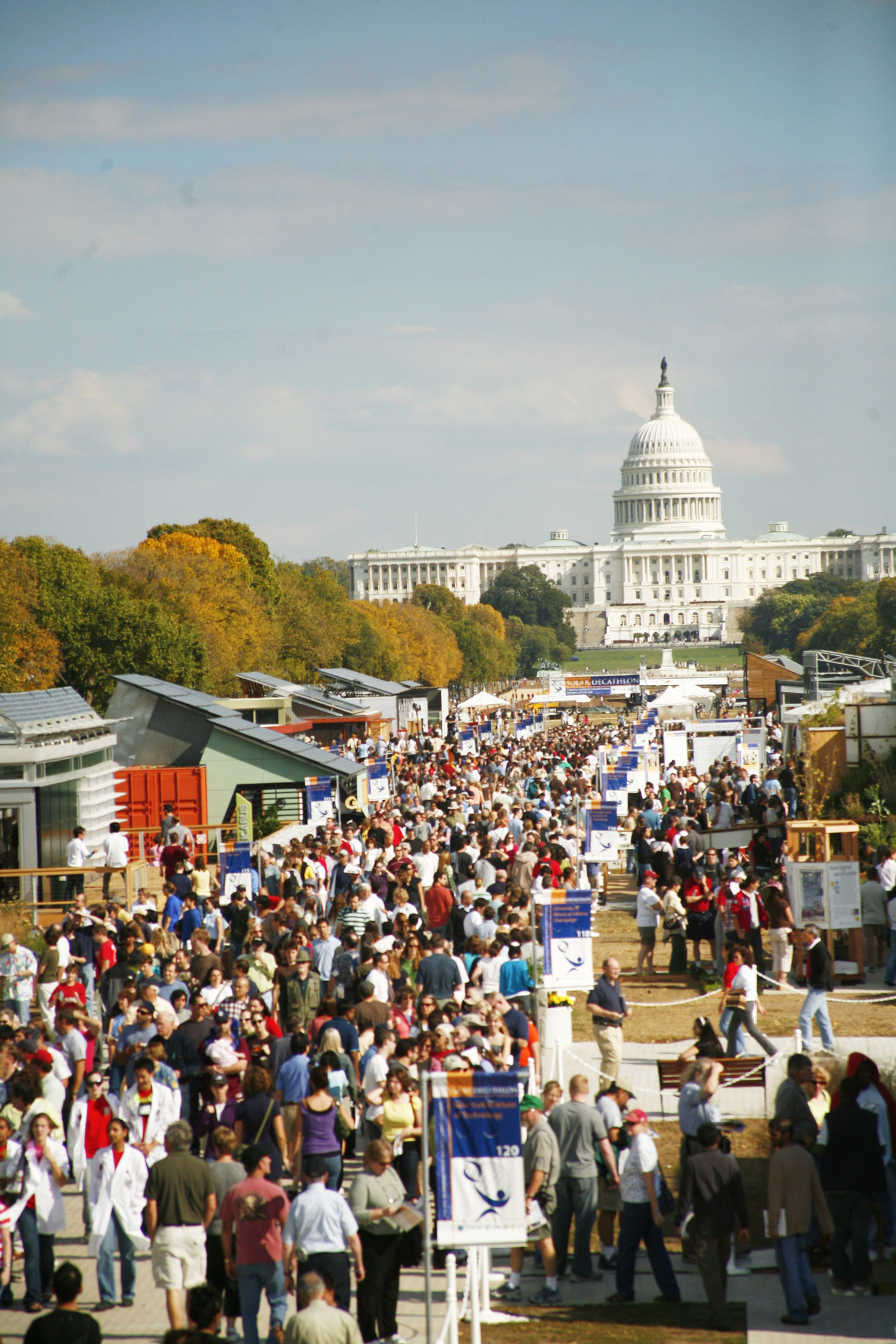
Solar Decathlon 2007.

Organisé une fois tous les deux ou trois ans sur le Mall au début de l'automne de 2002 à 2009, le Solar Decathlon du département de l'Énergie des États-Unis présente des maisons alimentées à l'énergie solaire que des équipes collégiales compétitives ont conçues, construites et exploitées,,. Déclenchant une controverse, le département de l'Énergie (DOE) décide de déplacer le Décathlon 2011 hors du Mall, affirmant que cela soutiendrait un effort de protection, d'amélioration et de restauration du parc. Les responsables fédéraux déclarent que les équipements lourds qui avaient placé des maisons à deux étages sur le Mall lors des précédents Décathlons avaient fissuré les allées et détruit l'herbe dans une plus grande mesure que la plupart des autres événements. Le 4 février 2011, un éditorial du Washington Post critique les tentatives du président Obama de réimplanter le Decathlon au sein du Mall. Néanmoins, le 12 février 2011, au moins treize sénateurs américains signent une lettre demandant au DOE de reconsidérer sa décision. Le 23 février 2011, le DOE et le ministère de l'Intérieur annoncent que le Solar Decathlon 2011 se déroulerait le long d'Ohio Drive, au sud-est du Franklin Delano Roosevelt Memorial dans le West Potomac Park,. L'événement a lieu dans le parc du 23 septembre au 2 octobre 2011,. Le Decathlon 2013 a lieu à Irvine (Californie), au lieu de Washington.
De 2003 à 2013, le National Book Festival a eu lieu sur le Mall chaque année à la fin septembre ou au début octobre,. Cependant, l'événement est déplacé au Walter E. Washington Convention Center en 2014 parce que le NPS s'est inquiété des dommages que les piétons ont infligés à la pelouse du Mall lors des festivals précédents.
Une exposition de quatre jours a eu lieu chaque année sur le Mall pendant la Public Service Recognition Week (la première semaine complète de mai) jusqu'en 2010. Les agences gouvernementales participant à l'événement ont parrainé des expositions qui présentaient les travaux des employés du secteur public et qui ont permis aux visiteurs de se renseigner sur les programmes et initiatives du gouvernement, de discuter des avantages sociaux des employés et d'interagir avec les représentants des agences,. Le budget fédéral américain de 2011, adopté tardivement le 15 avril 2011, ne prévoyait aucun financement pour l'événement de cette année-là, ce qui a forcé l'annulation de l'événement. L'événement n'a pas eu lieu en 2012.
Le 12 juin 2010, Tareq et Michaele Salahi, un couple faisant l'objet d'une enquête pour avoir prétendument perturbé un dîner d'État à la Maison Blanche en l'honneur du Premier ministre de l'Inde en novembre 2009, organisent un match de l'America's Polo Cup entre les États-Unis et l'Inde au Mall, facturant 95 $ par personne pour l'entrée. Un porte-parole de l'ambassade de l'Inde a déclaré que ni l'ambassade ni le gouvernement de l'Inde n'avaient de lien avec l'événement. Les comptes-rendus de l'événement ont mentionné que les joueurs qui représentaient l'Inde étaient en fait d'origine pakistanaise et venaient de Floride.
L'exposition inaugurale du Festival des sciences et de l'ingénierie des États-Unis (USA Science and Engineering Festival) a eu lieu sur le National Mall et ses environs les 23 et 24 octobre 2010. Plus de 1 500 expositions interactives gratuites auraient attiré environ 500 000 personnes, qui a compté plus de 75 représentations. La deuxième exposition s'est tenue les 28 et 29 avril 2012 au Walter E. Washington Convention Center,.

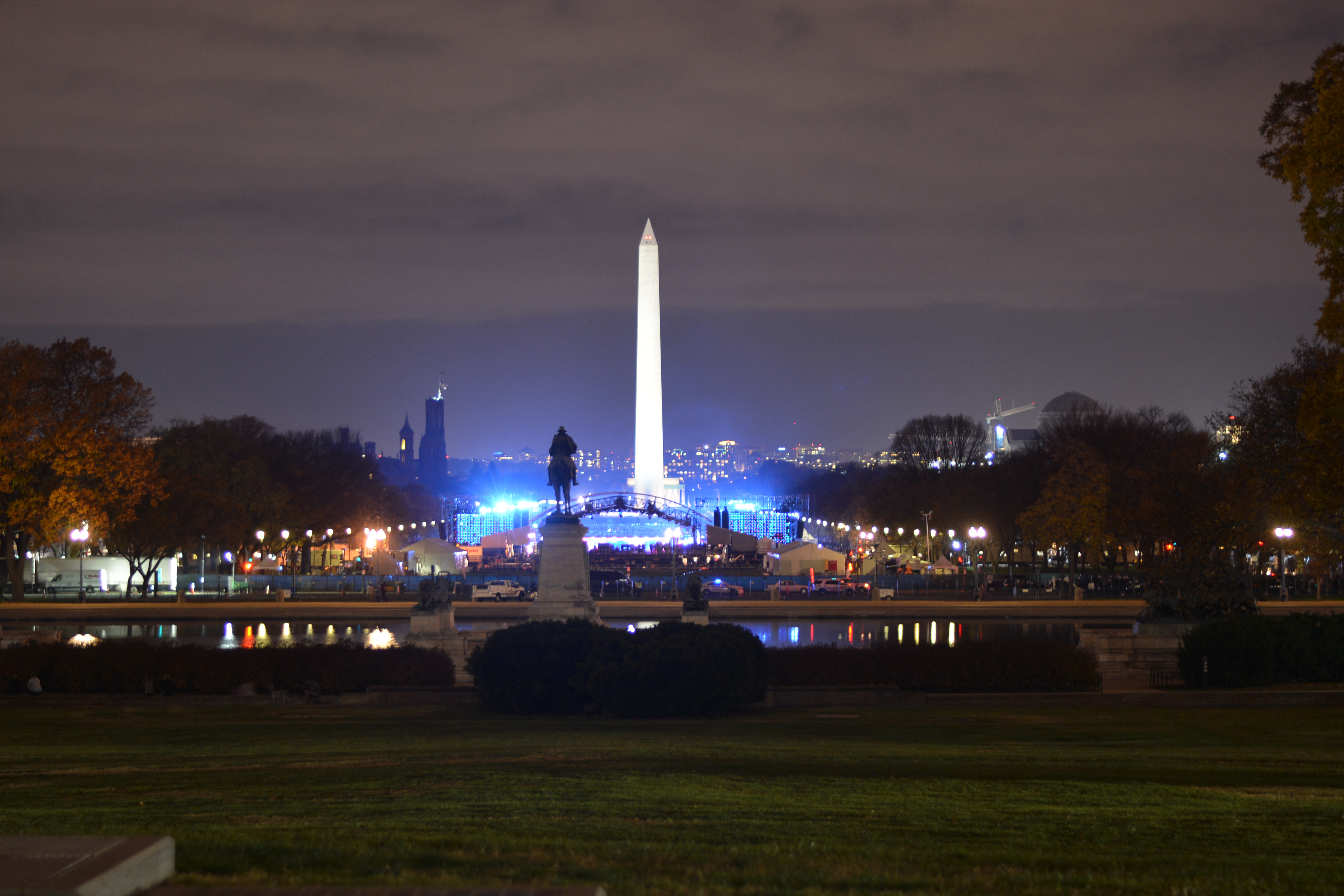
Veterans Day concert le 11 novembre 2014, en regardant vers l'ouest depuis le Capitole.

Le 11 novembre 2014, le Veterans Day, Bruce Springsteen, Eminem, Rihanna, Metallica, Carrie Underwood, Dave Grohl, le Zac Brown Band et d'autres artistes pop se sont produits sur le Mall lors d'un concert gratuit en soirée pour la vaillance en l'honneur des anciens combattants et de leurs familles. La participation s'est élevée à des centaines de milliers de personnes, ce qui en fait l'un des plus grands événements de l'année sur le Mall,,.
Le festival annuel du film Screen on the Green a eu lieu au Mall les lundis soirs en juillet et août pendant 17 ans jusqu'en 2015. Des films classiques gratuits étaient projetés sur de grands écrans portables et attiraient généralement des milliers de personnes. Les organisateurs ont annulé l'événement en 2016 lorsque les sponsors de l'événement (HBO et Comcast) ont mis fin à leur soutien, déclarant qu'ils avaient besoin de leurs ressources pour d'autres projets.

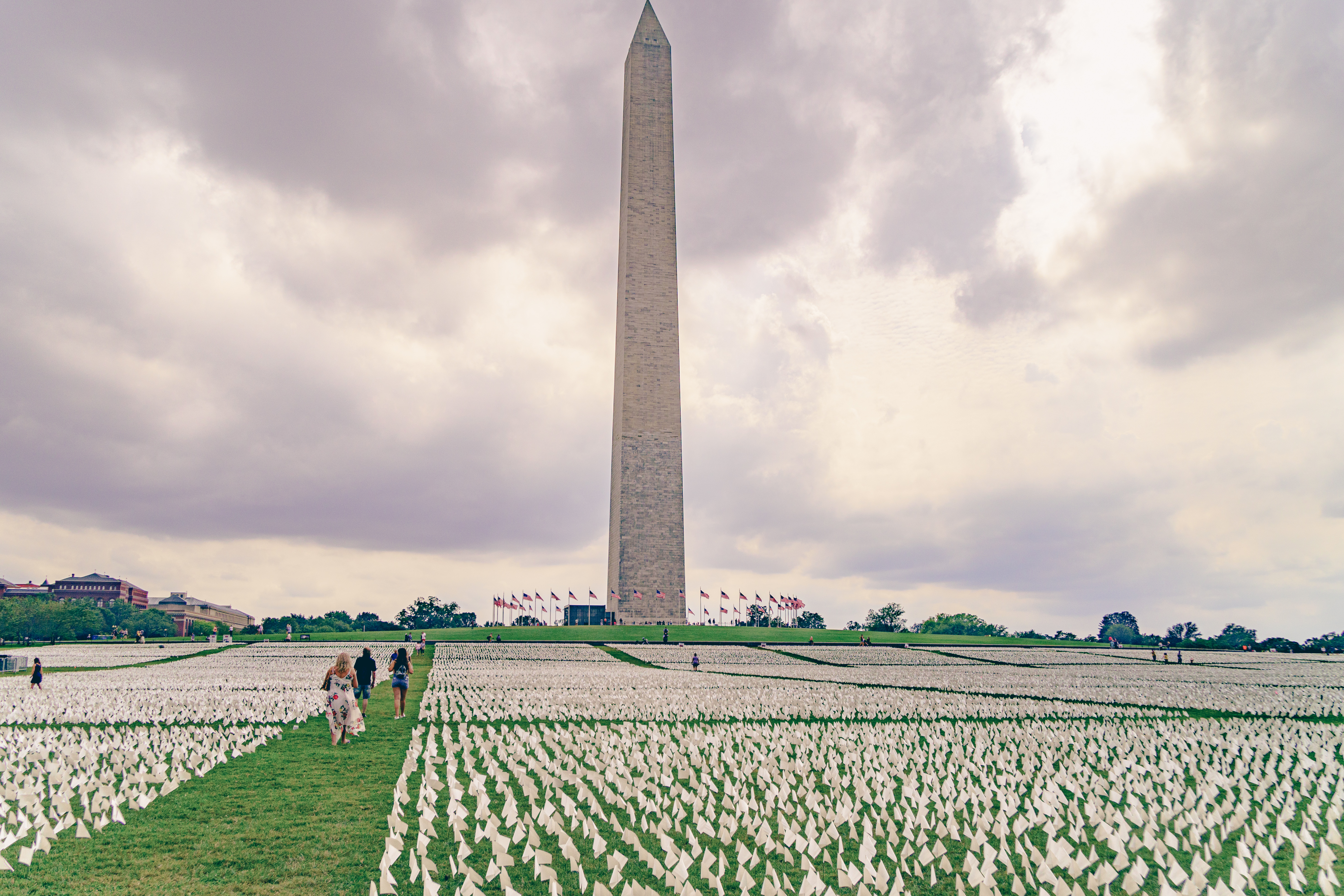
Suzanne Brennan Firstenberg, In America - Remember, 16 septembre 2021.

En octobre 2020, l'artiste Suzanne Brennan Firstenberg a installé 267 080 drapeaux blancs sur une superficie de 4 acre (1,6 ha) sur le terrain de parade du DV Armory, près du Robert F. Kennedy Memorial Stadium, pour commémorer temporairement les vies perdues aux États-Unis pendant la pandémie de Covid-19 aux États-Unis,. Elle a recréé son mémorial sur le terrain du Washington Monument en septembre 2021 en couvrant pendant trois semaines un terrain de 20 acre (8,1 ha) avec 700 000 drapeaux blancs
Du 29 septembre 2023 au 1er octobre 2023, le National Mall a accueilli le troisième World Culture Festival, avec des performances du monde entier et des discours de dirigeants mondiaux.

## National Mall Plan (2010)

### Projet

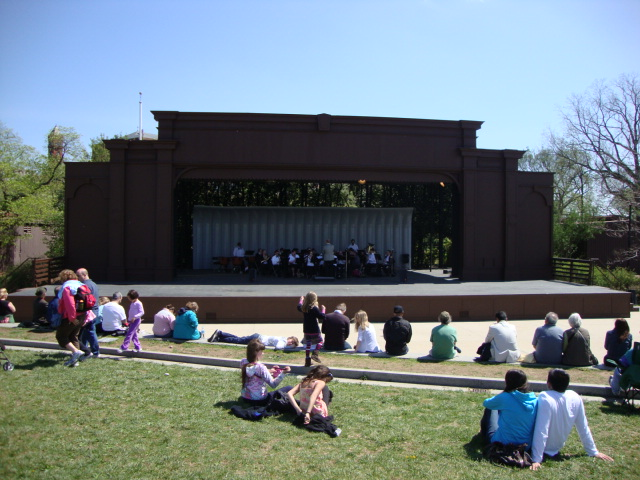
National Sylvan Theater en 2011.

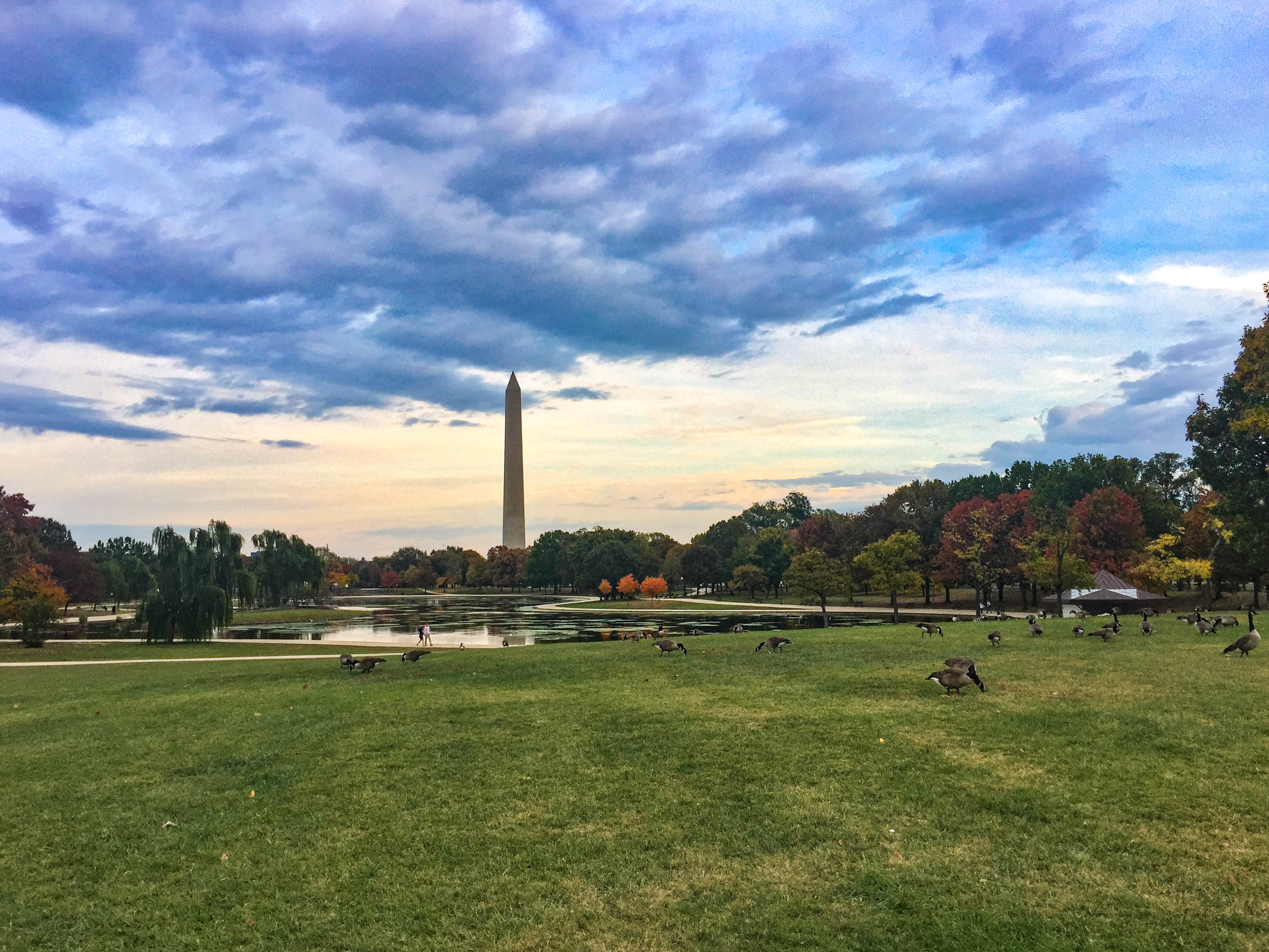
Constitution Gardens en 2016.

De 2006 à 2010, le NPS mène un processus public en vue de définir un plan pour l'avenir du National Mall. Le 13 juillet 2010, le NPS publie dans le Federal Register un avis de disponibilité pour une déclaration d'impact environnemental (environmental impact statement, EIE) finale pour le National Mall Plan. L'EIE final en deux volumes répond aux commentaires et incorpore des modifications à un projet d'EIE pour le plan.
Le 9 novembre 2010, le NPS et le département de l'Intérieur publient un rapport de décision (Record of Decision, ROD) qui achève le processus de planification,. Le ROD contient un résumé de l'alternative sélectionnée, qui constitue la base du plan, ainsi que les mesures d'atténuation élaborées pour minimiser les dommages environnementaux, les autres alternatives envisagées, la base de la décision en termes d'objectifs de planification et les critères utilisés pour développer l'alternative préférée, une constatation de l'absence de dégradation des ressources et des valeurs du parc, l'alternative préférable sur le plan environnemental et la participation du public et des agences,.
Le plan propose plusieurs modifications du Mall. Le NPS construirait une vaste étendue de surface pavée sur Union Square, à l'extrémité est du Mall, pour accueillir des manifestations et d'autres événements en réduisant la taille du Capitol Reflecting Pool ou en remplaçant le bassin par une fontaine ou un autre élément aquatique mineur. Les modifications supplémentaires proposées comprennent le remplacement du Sylvan Theater sur le terrain du Washington Monument par une installation contenant des bureaux, des restaurants et des toilettes, ainsi que le remplacement d'un espace ouvert près de l'extrémité est de Constitution Gardens par une installation polyvalente pour les visiteurs contenant des services de restauration, des commerces de détail et des toilettes,.
Le 2 décembre 2010, la Commission de Planification de la Capitale Nationale (National Capital Planning Commission, CPCN)  approuve à l’unanimité le plan final du National Mall lors d’une audience publique,. L'approbation du NCPC permettent au NPS de poursuivre la mise en œuvre des recommandations du Plan,.
Le 1er mars 2012, le NCPC discute d'une proposition qui, une fois mise en œuvre, réduirait l'espace vert du Mall en élargissant et en pavant la plupart des allées nord-sud qui le traversent entre les 7th et 14th Streets. Le projet remplace également par du gravier de grandes zones d'herbe situées près de Smithsonian Station et du jardin de sculptures de la National Gallery of Art.
Le 8 septembre 2011, le Trust for the National Mall et le NPS annoncent un concours ouvert désormais pour la refonte des espaces du National Mall qu'occupent Union Square, le terrain du Sylvan Theater et le lac de Constitution Gardens. L'ancienne première dame des États-Unis, Laura Bush, accepte d'être la coprésidente honoraire d'une campagne visant à lever des fonds pour les trois projets.
Le 9 avril 2012, le Trust for the National Mall découvre les projets pour la refonte d'Union Square, du terrain du Sylvan Theater et de la zone du lac de Constitution Gardens que les finalistes du concours ont soumis. Le Trust demande au public de soumettre des commentaires en ligne que le jury du concours prendra en compte lors de l'évaluation de chaque conception,. Le Trust annonce les gagnants du concours le 2 mai 2012. Le premier coup de pioche du projet devait avoir lieu en 2014, et la première cérémonie d'inauguration en 2016, Les gagnants du concours sont les suivants :
- Union Square : Gustafson Guthrie Nichol + Davis Brody Bond
- Sylvan Theater sur le terrain du Washington Monument : OLIN + Weiss/Manfredi
- Constitution Gardens : Rogers Marvel Architects + Peter Walker and Partners

Le 1er octobre 2015, le NCPC approuve les plans préliminaires et définitifs du site et du bâtiment qu'il a soumis pour la première phase de réhabilitation de Constitution Gardens. Les plans comprennent la relocalisation et la réhabilitation de la maison du gardien de l'écluse, l'extension du canal C & O, une nouvelle place d'entrée au coin de Constitution Avenue et de 17th Street, NW, l'aménagement paysager, une prairie et un habitat pour les pollinisateurs et un nouveau mur de jardin périphérique. Un chemin temporaire relierait une place existante située à l'extrémité est du lac de Constitution Gardens.

### Reconstruction et restauration
Le NPS commence à mettre en œuvre la première phase de réhabilitation de Constitution Gardens en 2017. Un entrepreneur du service des parcs déplace la maison du gardien de l'écluse, extension du canal C & O vers le sud et l'ouest, loin de Constitution Avenue, NW et de 17th Street, NW, tout en conservant l'orientation est-ouest de la structure,,,. Le NPS a restauré l'extérieur du bâtiment dans les conditions qui existaient avant que le bâtiment ne soit modifié en 1915 et au cours des années précédentes. Il a également remplacé les cheminées en briques de la structure, redonnant ainsi au bâtiment son aspect d'origine des années 1800. Le bâtiment a rouvert temporairement fin août 2018 et définitivement le 13 septembre de la même année. La structure sert désormais dans son nouvel emplacement de centre éducatif du NPS,.
De 2010 à 2012, les entrepreneurs du NPS reconstruisent le vieux bassin réfléchissant du Lincoln Memorial, qui avait été construit au début des années 1920 et dont l'eau provenait des canalisations qui alimentent Washington, DC, en eau potable. Grâce au projet, le bassin reçoit désormais l'eau filtrée du Tidal Basin grâce à une canalisation en polyéthylène haute densité (PEHD),.
Le NPS entame ensuite une restauration de quatre ans de la partie de la perspective du Mall qui se situe entre les 3th et 4th Streets. En 2016, le gazon détérioré et envahi par les mauvaises herbes qui couvrait auparavant une grande partie de cette partie du Mall est entièrement remplacé par une nouvelle couverture contenant de la terre, de la fétuque (Festuca) et du pâturin des prés (Poa pratensis),,.

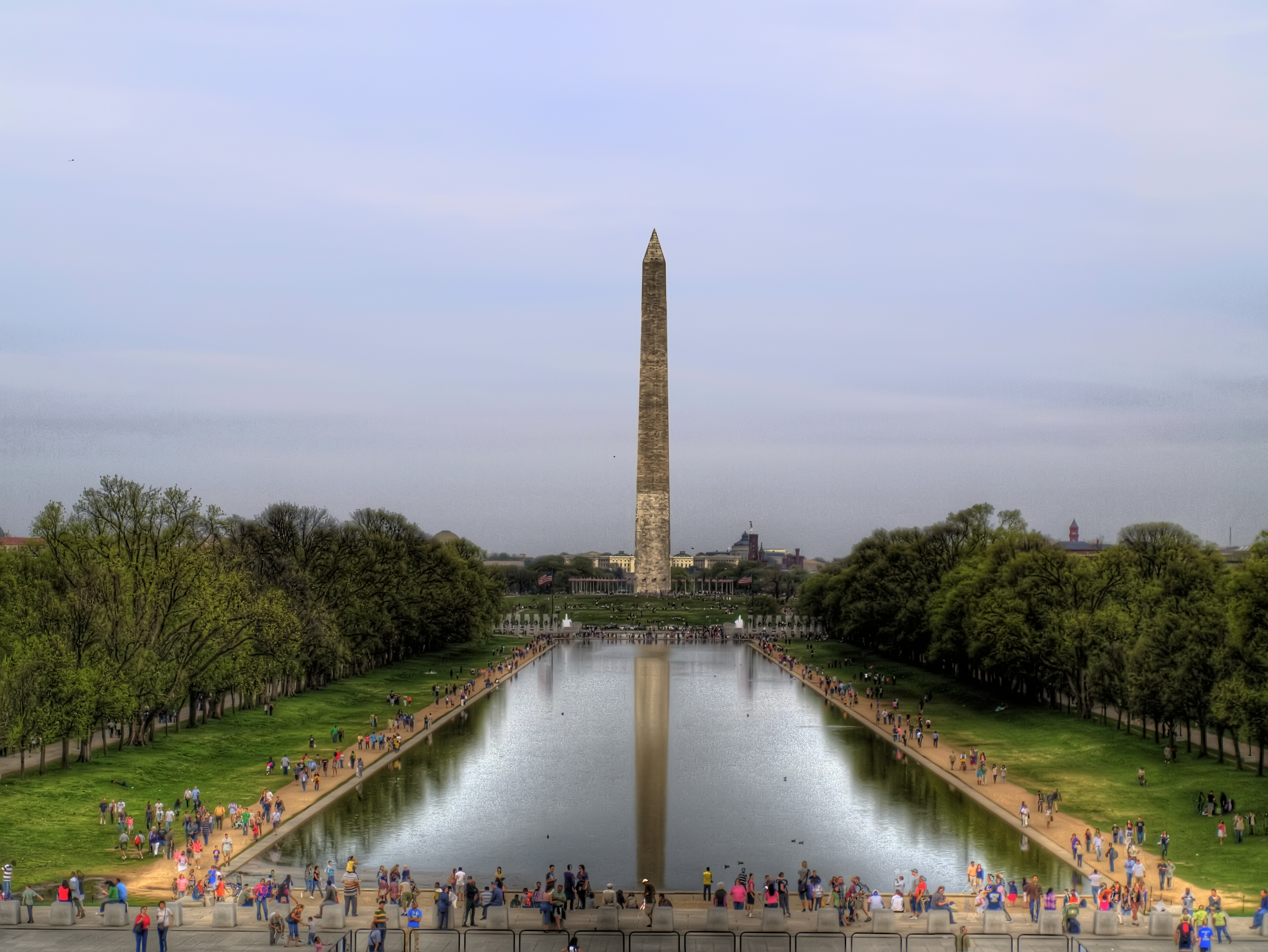
Lincoln Memorial Reflecting Pool avant reconstruction (avril 2010)
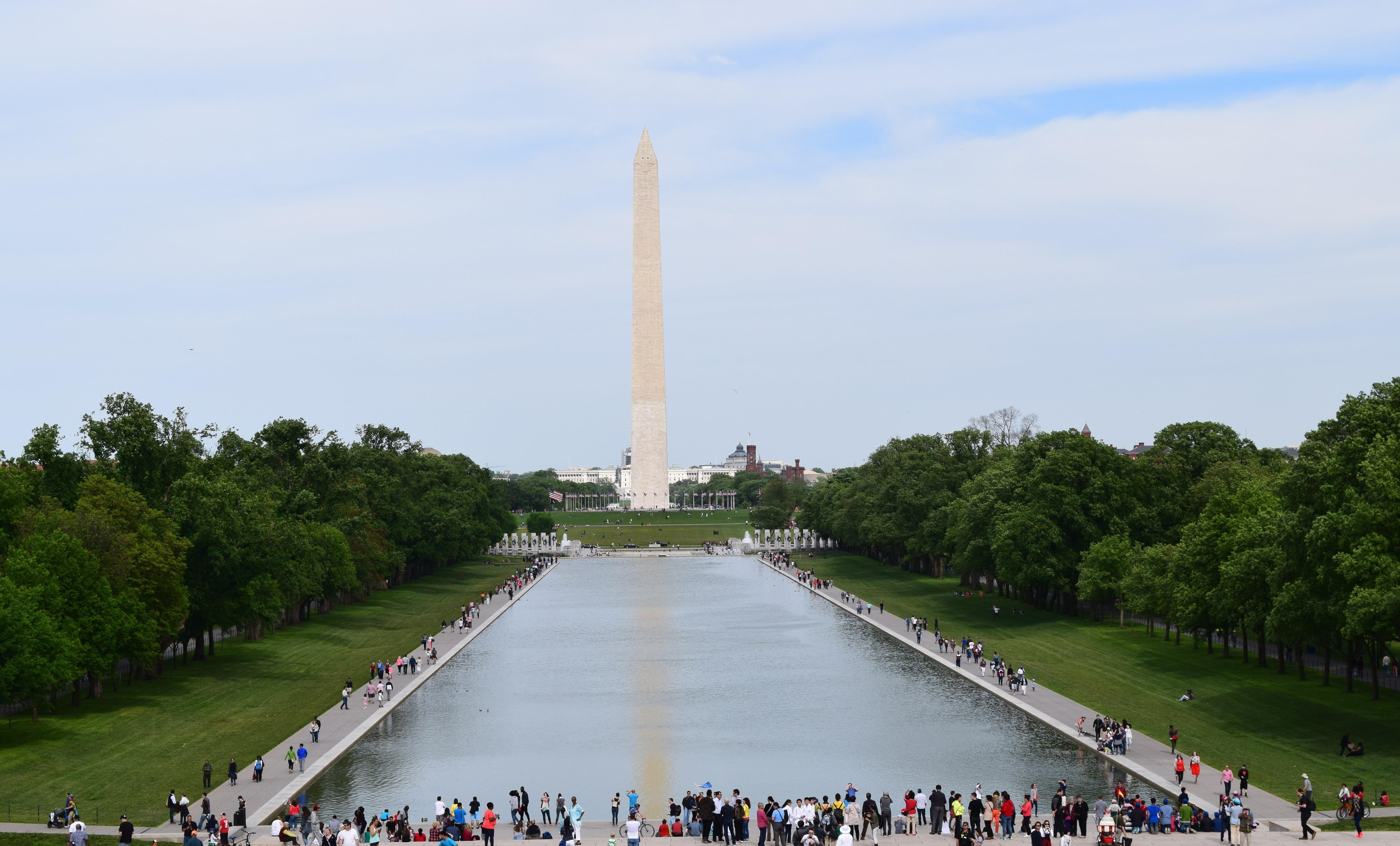
Pool après reconstruction (mai2016)
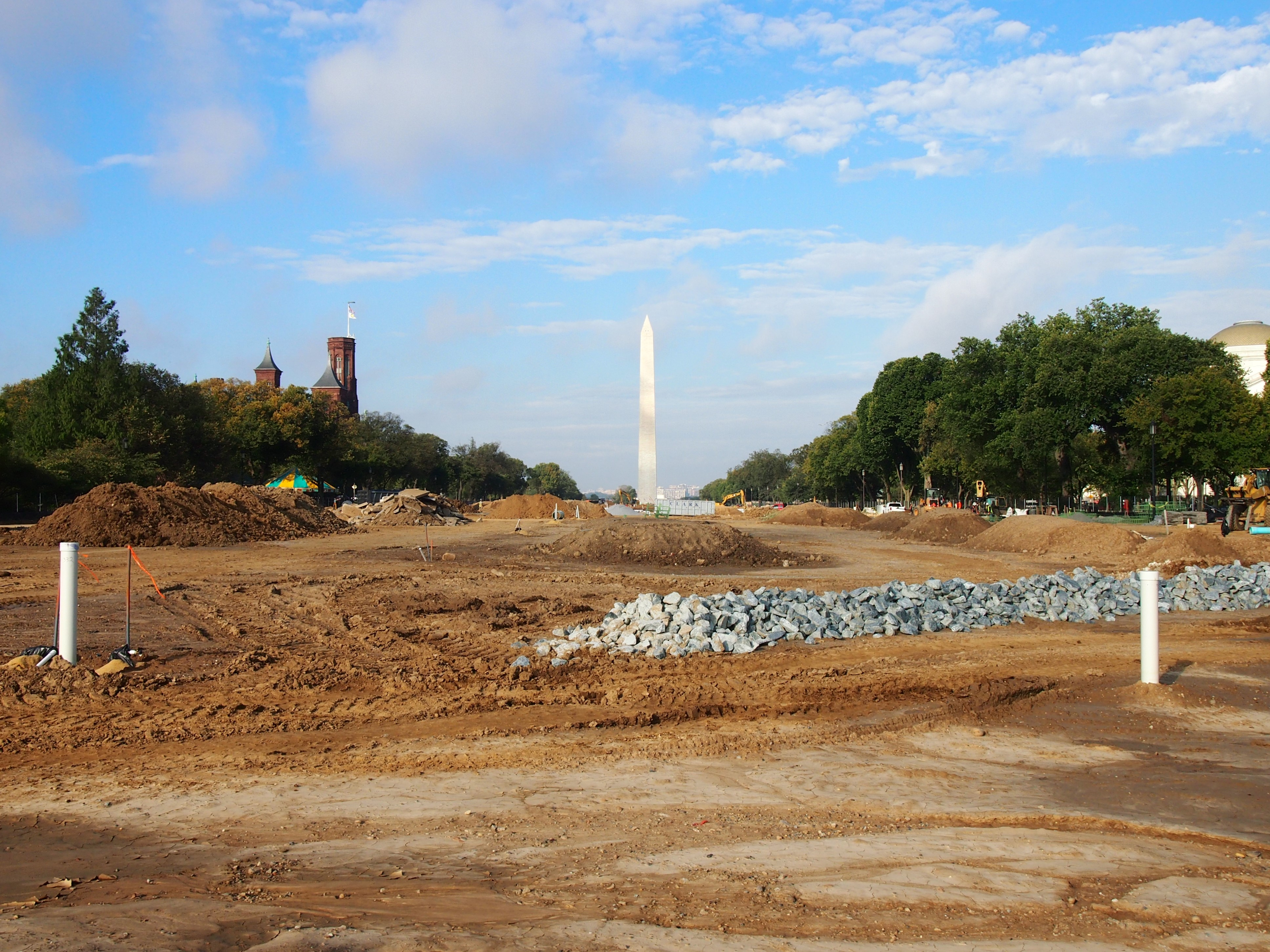
Perspective pendant la restauration (octobre 2015)
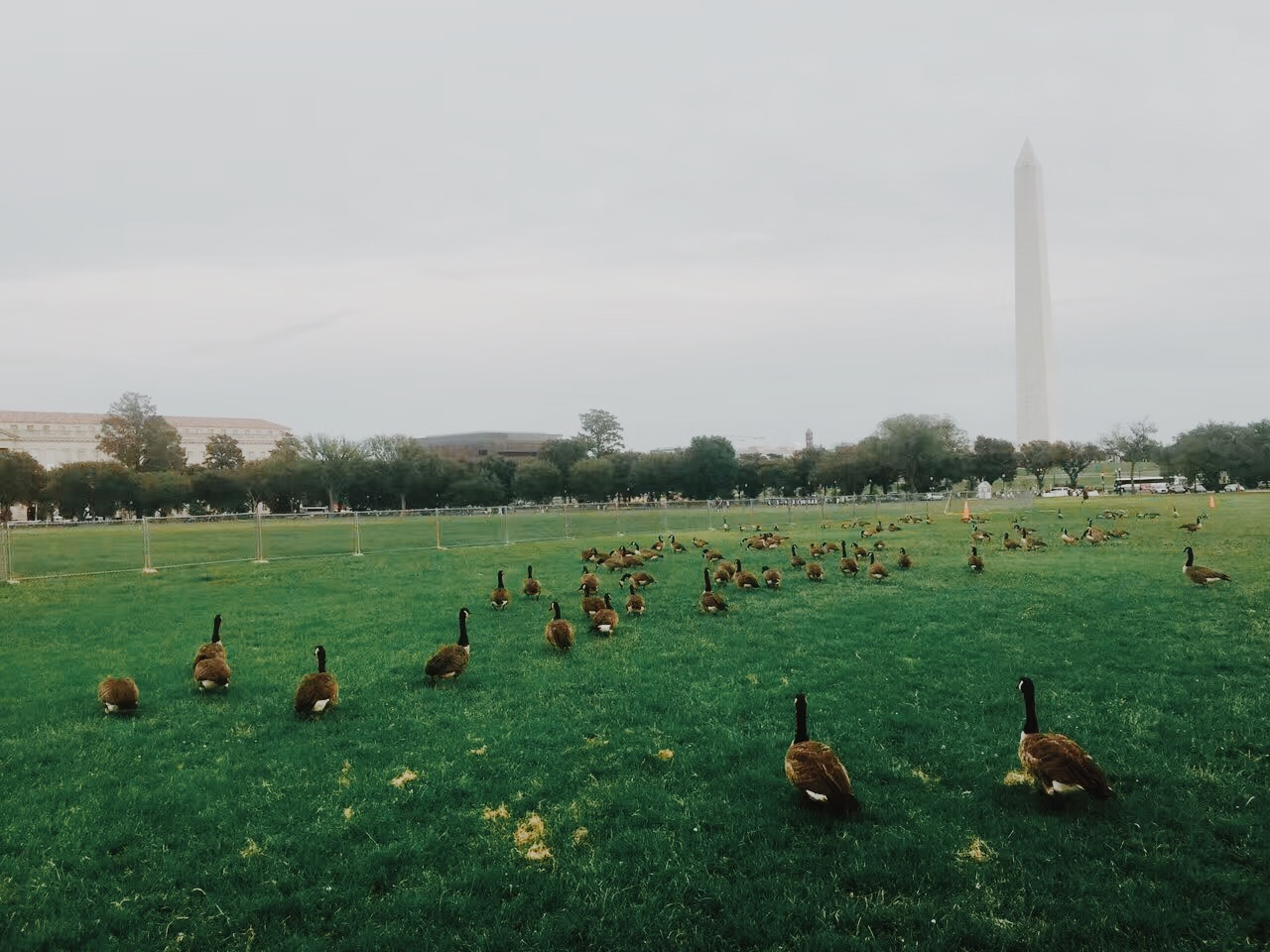
Perspective après la restauration (septembre 2016)

## Transports

### Transports en commun

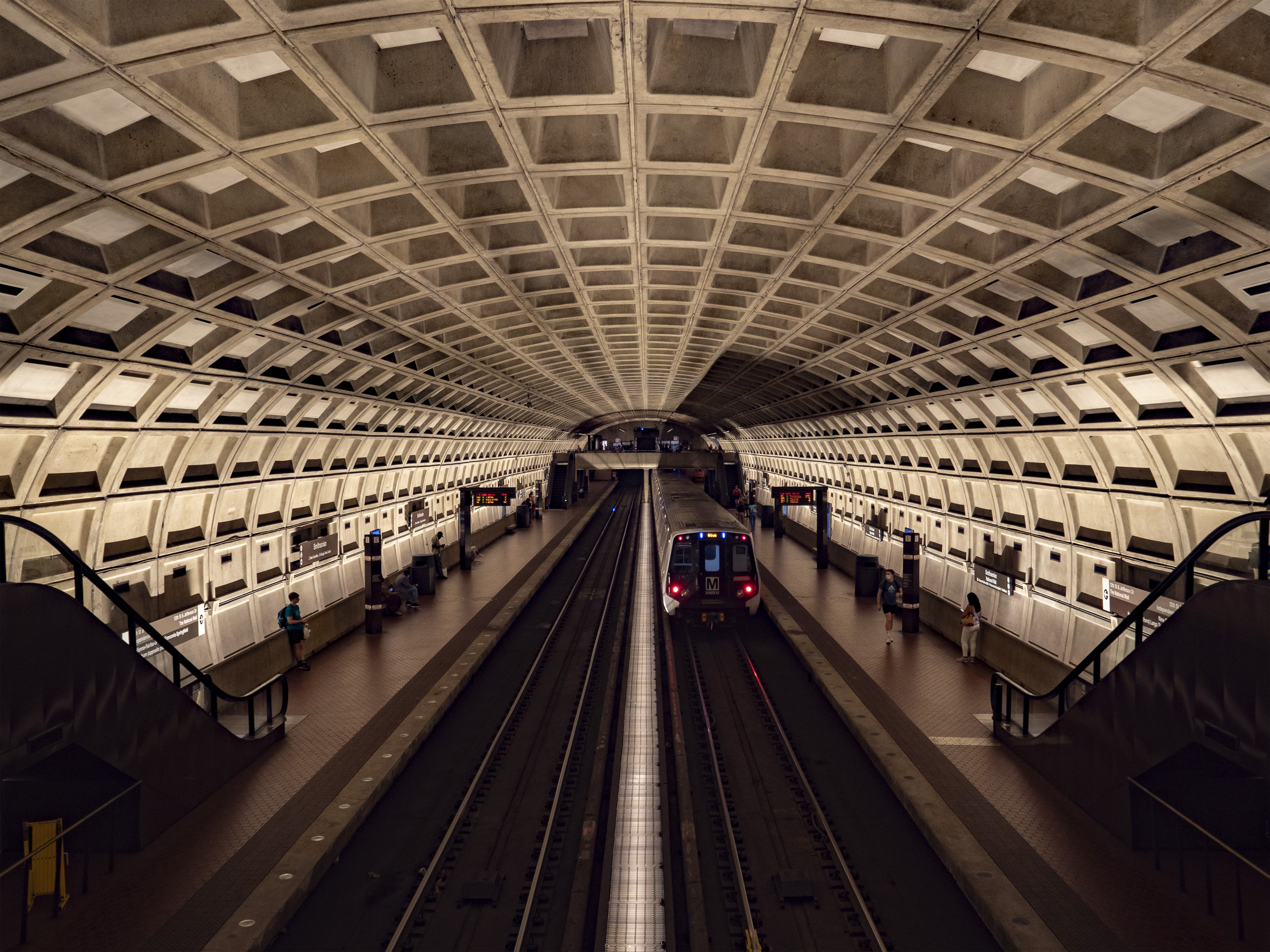
Smithsonian station du métro de Washington en 2021.

Le National Mall est accessible via le métro de Washington, avec la  Smithsonian station située sur le côté sud du Mall, près du bâtiment de la Smithsonian Institution entre le Washington Monument et le Capitole,. Les stations de métro Federal Triangle, Archives, Judiciary Square et Union Station sont également situées à proximité du Mall, au nord,,. Les stations de métro L'Enfant Plaza, Federal Center Southwest et Capitol South sont situées à quelques pâtés de maisons au sud du Mall,,. Le Metrobus et le DC Circulator effectuent des arrêts réguliers à proximité du Mall.

### Bicyclettes
Le NPS propose des parkings pour bicyclettes à proximité de chacun des principaux monuments commémoratifs ainsi que le long du National Mall. De mars à octobre, un concessionnaire NPS loue des vélos au Thompson Boat Center, situé près de l'intersection de Virginia Avenue NW et Rock Creek et Potomac Parkway, 1 milles (1,609344 km) au nord du Lincoln Memorial le long du sentier Potomac River-Rock Creek. Les deux premières des cinq stations Capital Bikeshare approuvées ont ouvert sur le National Mall le 16 mars 2012, peu avant le début du National Cherry Blossom Festival 2012.
Le National Mall est le point médian officiel de l'East Coast Greenway, un système de pistes cyclables à usage partagé de 2 900 miles de long reliant Calais (Maine) à Key West en Floride,.

### Vélos-taxis
Le programme d'autorisation d'utilisation commerciale du NPS autorise les chauffeurs de vélos-taxis à fournir des transports et des visites du National Mall.

### Stationnement des véhicules à moteur

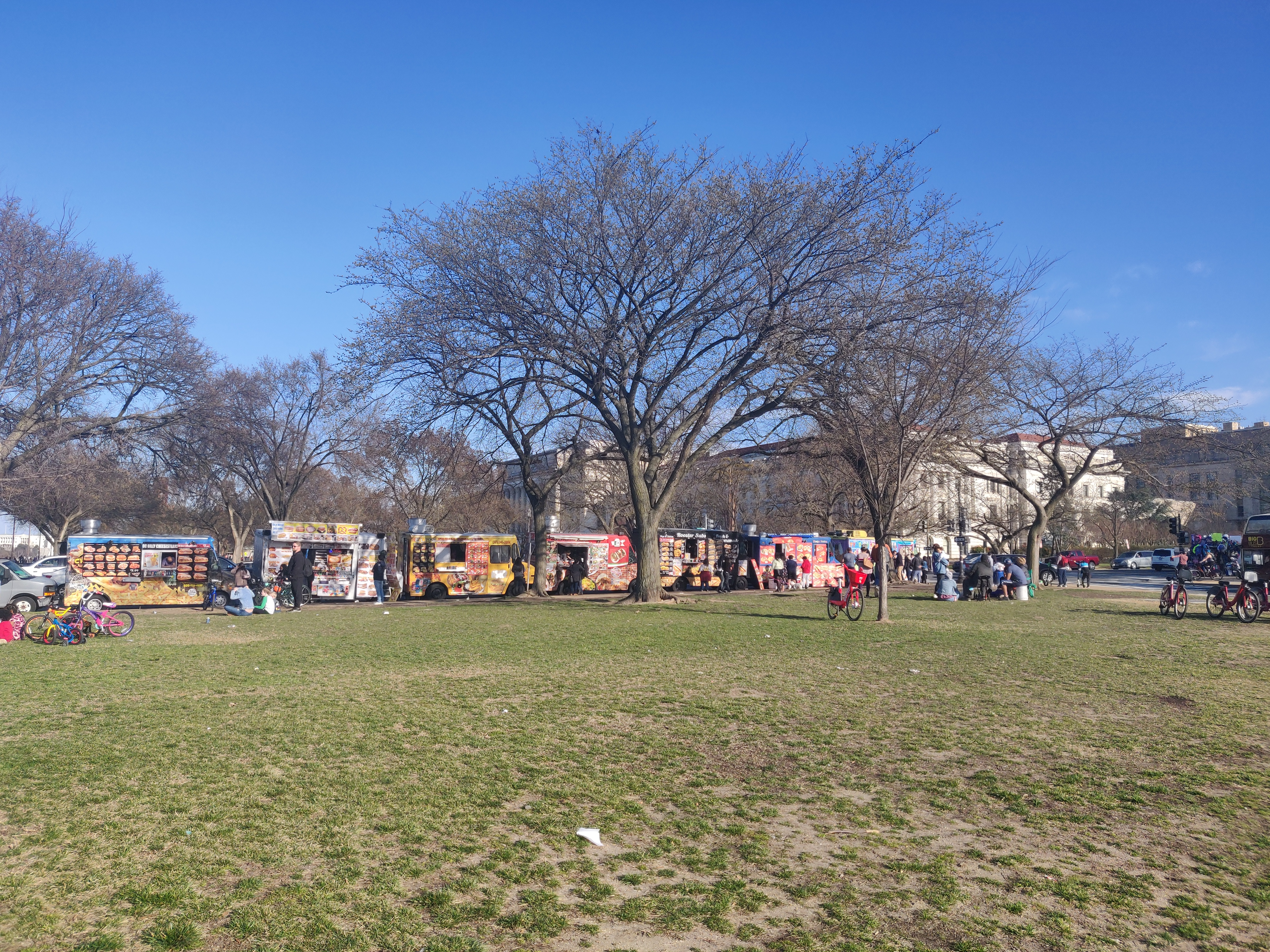
En raison des options de restauration limitées sur le Mall, les food trucks sont souvent garés à côté d'endroits à forte densité touristique.

Un parking pour les visiteurs est disponible le long d'Ohio Drive SW, entre le Lincoln Memorial et le Jefferson Memorial. Le stationnement des bus est disponible principalement le long d'Ohio Drive, SW, près de Lincoln Memorial et Jefferson Memorial, et le long d'Ohio Drive SW, dans East Potomac Park. Le stationnement pour handicapés est limité au Franklin Delano Roosevelt Memorial et au mémorial de la Seconde Guerre mondiale et à proximité du Washington Monument et des Lincoln Memorial et Jefferson Memorial, du mémorial des vétérans de la guerre de Corée et celui des vétérans du Vietnam ; autrement, le stationnement est extrêmement limité dans et à proximité du Mall .
En avril 2017, le NPS a attribué un contrat pour l'installation de parcmètres dans les rues et dans les zones de stationnement du Mall. Le 12 juin 2017, le NPS et le département des travaux publics du district de Columbia ont commencé à imposer le stationnement payant sur environ 1 100 places de stationnement sur lesquelles les automobilistes pouvaient auparavant se garer gratuitement,.

## Météo et climat

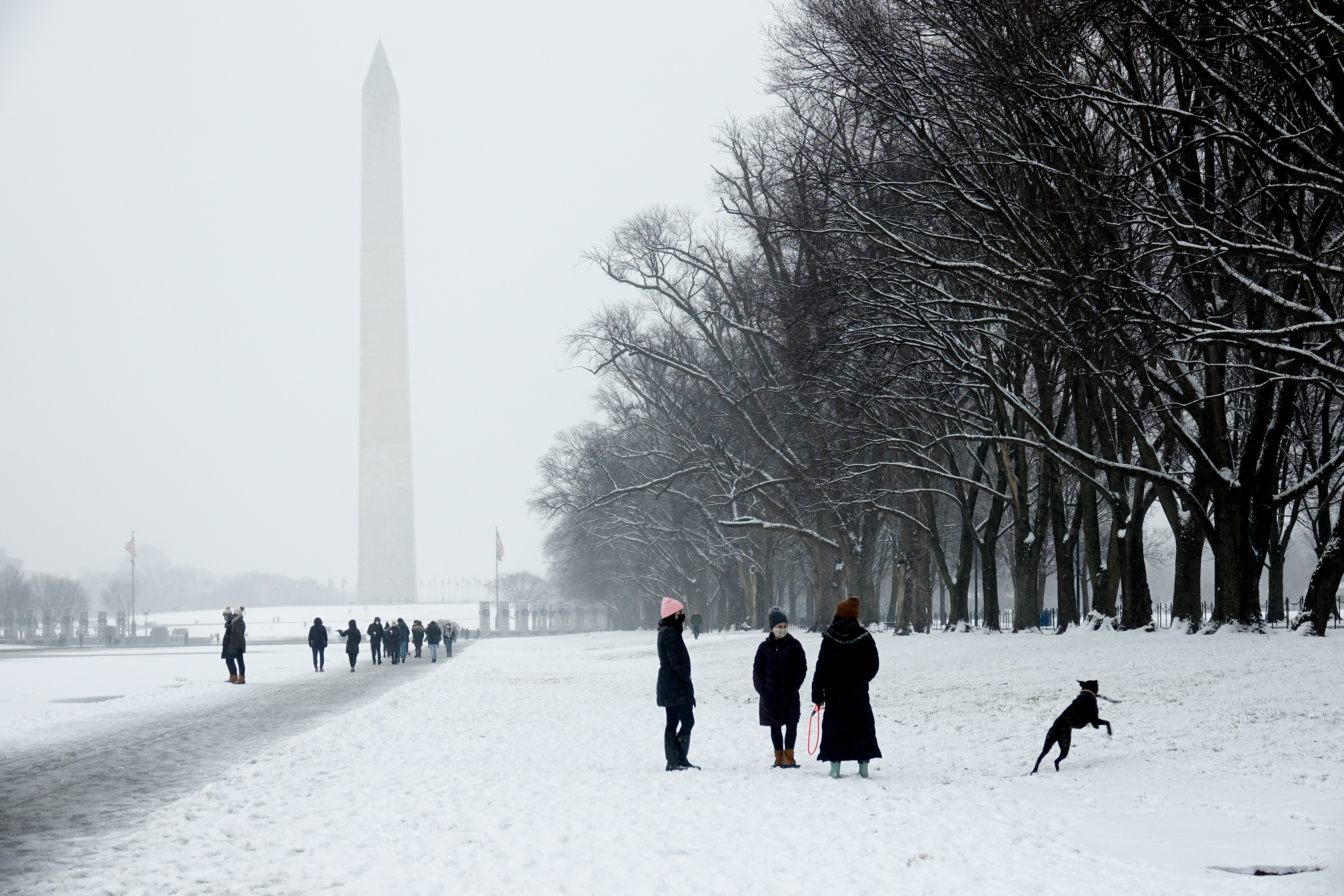
Le National Mall après une tempête de neige le 31 janvier 2021.

Le 16 juillet 2016, des conférenciers et des musiciens ont participé à un rassemblement de milliers d'évangélistes lors d'un rassemblement Together 2016 sur le Mall,. Alors que l'événement devait initialement se terminer à 21 heures, il a pris fin à 16 heures en raison d'une chaleur excessive. Les policiers auraient répondu à 350 appels médicaux pour des pathologies liées à la chaleur. Le grand nombre de personnes qui ont perdu connaissance à cause d'une syncope due à la chaleur a dépassé les capacités du personnel médical d'urgence,.
Le 1er juillet 2021, une tornade EF1 s'est formée dans le comté d'Arlington en Virginie, à 8 h 59. pm, a traversé le fleuve Potomac près du pont Theodore Roosevelt et s'est dirigée vers l'est le long du National Mall avant de se dissiper près de la 16th Street NW et de Constitution Avenue au sud de la Maison Blanche et de l'Ellipse, à 4,4 mi (7 km) de son point de départ. Le National Weather Service a signalé que les dégâts causés par le vent aux arbres du Mall « étaient importants à partir de la 23rd Street NW à l'est pour 0,75 mi (1,2 km) jusqu'à près de la 16th Street NW au sud de l'Ellipse ». Le service météorologique a déclaré que la tornade a soulevé et tordu la clôture temporaire installée sur le Mall pour la prochaine célébration du Jour de l'Indépendance du 4 juillet. La clôture est tombée de manière « mutilée et aléatoire » avant que la tornade ne se dissipe à 9h05.

## Dans la culture populaire
Le National Mall sert de toile de fond et est un décor habituel pour les films, les émissions de télévision et d'autres formes de médias.
Le Mall est le décor d'une scène célèbre de Forrest Gump, dans laquelle Forrest prononce un discours lors de la marche de 1967 sur le Pentagone au Lincoln Memorial. Le film National Treasure se déroule sur et autour du National Mall. Dans L'Âge de cristal (1976) de Michael Anderson, le National Mall, abandonné, est en partie recouvert par la végétation. Dans Idiocracy (2006) de Mike Judge,il sert de base de jeux nautiques.
Le Mall est également un décor courant dans plusieurs films de super-héros. Spider-Man: Homecoming, Captain America : Le Soldat de l'hiver et Wonder Woman 1984 (2020), ont tous des scènes importantes sur le Mall. Dans Wonder Woman 1984 de Patty Jenkins, Diana et Steve s'y promènent de nuit. 
Le film comique Serial noceurs se déroule à Washington, DC, et comporte des scènes sur le Mall. 
Le Mall est un élément commun de la série Netflix House of Cards. Il est également le décor de la saison 3, épisode 3 de la série Les Griffin, ainsi que de la saison 17, épisode 11 de la série, surnommée « Trump Guy ». Dans The Plot Against America d'Ed Burns et David Simon (2020), la famille s'y promène de nuit dans l'épisode 3.